# الجزائر في عهد هواري بومدين
الجزائر في عهد هواري بومدين. أدى انقلاب الجزائر عام 1965 أو التصحيح الثوري إلى وصول العقيد هواري بومدين إلى السلطة كرئيس لمجلس الثورة في الجزائر. شهد الانقلاب غير الدموي اعتقال أول رئيس للجزائر، أحمد بن بلة، وأقرب مؤيديه من قبل بومدين وحلفائه، ولا سيما في الجيش الشعبي الوطني الجزائري (القوة البرية للقوات المسلحة الشعبية الوطنية الجزائرية). وقع القبض على بن بلة في 19 يونيو 1965، أي قبل أقل من أسبوع من انعقاد مؤتمر حركة عدم الانحياز الثاني في الجزائر.
· 

## معرض
| ر |

|  |  |  |  |

## بومدين، الدولة والمؤسسات
على عكس ما قيل غالباً، إن الدولة- الجيش في عهد بومدين هي التي كانت تمسك حقاً بحزب جبهة التحرير الوطني، وليس الحزب الوحيد هو الذي يمسك بالدولة. فبعد صدور ميثاق البلدات و«البلديات»، أعلن الميثاق الوطني لعام 1976 أن الاشتراكية هي «خيار لا عودة عنه»، وحدد التوجهات الكبرى السياسية والاقتصادية والثقافية. ونظَّم دستور شهر تشرين الثاني/ نوفمبر1976 سير جهاز الدولة، وأكد على أن «الإسلام هو دين الدولة». وُانتخب. أول مجلس تشريعي وطني في 25 شباط/ فبراير 1977 

## إرادة بناء دولة قوية
ما كاد أحمد بن بلة أن يعتقل حتى نشر هواري بومدين بياناً- برنامجاً يشرح أسباب انقلاب 19 حزيران/ يونيو 1965 . شدد النص على أن البلد قد "أشرف على الهلاك"، وأنه منذ الحصول على الاستقلال، أصبح ضحية "الدسائس والمواجهات بين التيارات والطغم"، واستنكر "النرجسية السياسية"، والاشتراكية الدعائية"، وأكد على أن "الخيارات الرئيسة غير قابلة للانعكاس، وأنه لا يجوز التصرف بمكتسبات الثورة". اقترح بومدين مقعداً في مجلس الثورة الجديد على جميع أعضاء المكتب السياسي لجبهة التحرير الوطني، باستثناء أولئك الذين تم اعتقالهم. رفض اثنان منهم فقط هذا الاقتراح: حسين زهوان وعمر بن محجوب.
وانضم جميع الوزراء أيضاً (اثنان منهم، علي مهساس وبشير بومعزة استقالا بعد مرور عام على ذلك). وفي 10 تموز/ يوليو 1965، شُكلت الحكومة. وفي شهر أيلول/ سبتمبر، تشكلت شبكة سرية، هي منظمة المقاومة الشعبية، وتتكون من أعضاء سابقين في الحزب الشيوعي الجزائري من بين المقربين سابقاً من أحمد بن بلة. وسرعان ما قام أمن النظام الجديد السري بتفكيكها. رسمياً ولد محمد إبراهيم بوخروبة، المدعو هواري بومدين، في 23 آب/ أغسطس 1932 في هليوبوليس بالقرب من قالمة في الشرق الجزائري. وهو ابن فلاح فقير ربى أولاده السبعة بمشقة. تلقى بومدين تعليماً دينياً في مؤسسات دينية إسلامية: المدرسة الكتانية في قسنطينة، وجامع الزيتونة في تونس، وأخيراً، ابتدءاً من عام 1951، في جامعة الأزهر في القاهرة. وأصبح رئيس الولاية الخامسة إبان حرب الاستقلال، وجعل مقره العام في وجدة المغربية، ثم أضحى مسؤولاً عن هيئة أركان جبهة التحرير الوطني. سرعان ما ترك بومدين الرجل الكتوم والصلب، الأيديولوجي الزاهد والعنيد، بصمته القوية على تاريخ الجزائر المعاصر. تأثر باليعاقبة) وكان شغوفاً بالمركزية، وغالباً ما قيل إنه أراد أن يجعل من الفرنسيين () اليعاقبة: جمعية ثورية، أسسها جان دوني لانجوينه وإسحاق رينيه غي لوشابوليه تحت اسم (نادي البروتون (فرساي 1789). انتقل مقر النادي إلى باريس في الوقت نفسه الذي انتقلت فيه الجمعية التأسيسية إليها (تشرين الأول/ أكتوبر 1789)، وأصبح اسمه جمعية أصدقاء الدستور وعقد اجتماعاته في قاعة طعام دير الدومنيكان، في شارع سان أونوريه (ومن هنا جاء اسم اليعاقبة). في البداية، كان معتدل الميول، وكان من بين أعضائه سياسيين من آراء مختلفة (بارناف، دوبورت، لافايت، ميرابو، روبيسبيير، الخ...). لكن بعد هروب الملك لويس السادس عشر إلى فارين وقضية شان لومارس (17 تموز/ يوليو 1791) انقسم النادي إلى قسمين: المعتدلون (بارناف، لافايت) شكلوا نادي الرهبان. أما أنصار سقوط هذا الملك فقد أسسوا نادي اليعاقبة، الذي اتخذ حينها اسم جمعية أصدقاء الحرية والمساواة، وولى وجهه شطر المفاهيم الجمهورية، وشكل معظم ممثليه الجناح اليساري في الجمعية التشريعية (البرلمان). وبعد مذابح شهر أيلول/ سبتمبر 1792، ترك معظم الجيرونديين النادي. وعندما استبعدوا من الجمعية التأسيسية (2 حزيران/ يونيو 1793)، أصبح النادي الجهاز الإداري للجبليين، روح الحكومة الثورية (ديكتاتورية يعقوبية). وأُغلق النادي على إثر الرجعية الترميدورية (جماعة النواب الذين التقوا لإسقاط روبسبيير). وأعيد تشكيله في عدة مناسبات. لكن دون أن يحرز أي نجاح. وأُلغي نهائياً في عام 1799 الجزائر "بروسيا المغرب"" ومكونة لاتحاد فيدرالي للإقليم. وقليلاً ما كان يحترم جبهة التحرير الوطني التي رأى أنها أصبحت "جسداً بلا روح"،). وبمساعدة الأمن العسكري المخيف واعتمد على الجيش في حكم الجزائر ((شرطة سرية)، قضى على كل طيف معارض. اغتيل محمد خيدر في مدريد في 4 كانون الثاني/ يناير 1967 . في حين أن كريم بلقاسم، نائب رئيس الحكومة الجزائرية المؤقتة السابق إبان حرب الاستقلال، والمفاوض الجزائري الرئيس في معاهدات ايفيان، وجد مخنوقاً في 20 تشرين الأول/ أكتوبر 1970، في غرفة فندق بمدينة فرانكفورت الألمانية، ويعيش حسين آية أحمد ومحمد بوضياف في المنفى، حيث حاولا تنظيم حركات معارضة. وبعد تأسيس مجلس الثورة على إثر انقلاب 19 حزيران/ يونيو1965، تقلص هو نفسه بمرور السنين. فبعد رحيل علي مهساس وبشير بومعزة، قطع عبد العزيز بوتفليقة علاقاته مع النظام في عام 1967، دفاعاً عن "نظام التسيير الذاتي". والتحق به طاهر زبيري، الذي قام بمحاولة انقلاب فاشلة. فقام الرئيس بومدين، في 15 كانون الأول/ ديسمبر 1967، بعزل زبيري، وتولى، منذ ذلك الوقت فصاعداً، هو نفسه قيادة الجيش الوطني الشعبي. بومدين، الجيش والدولة: "علينا حماية الاشتراكية وصيانتها، ولكي نقوم بذلك، لا يمكننا الاعتماد على حماس الشعب، وعلى عواطفه النبيلة. من أجل شعبنا، يتوجب علينا بناء أداة تخدمه في الانتصار على أعدائه في الداخل، وعلى الدفاع عن كامل ترابه وعن التجربة الاشتراكية الجارية." ""لن نكون شعباً رومنطيقياً أو خيالياً يعيش في عالم الأحلام." "لا تعني الاشتراكية شيئاً آخراً سوى التغيير الجذري للمجتمع الجزائري، وهذا ما يتطلب إلغاء المصالح المناقضة للمصالح العليا للشعب الجزائري. وما يتطلب أيضاًإلغاء التروستات الأجنبية التي تستغل شعبنا منذ عشرات السنين. من الواضح أن مثل هذا التغيير لا يمكن تصوره بدون صعوبات. "كما يتبين أيضاً ضرورة بناء جيش وطني شعبي، الشرط الأساسي لصيانة مكتسبات شعبنا الثورية والدفاع عن الوطن".
إبان السبعينيات، تفككت طغمة وجدة المكونة من فريق من كبار الضباط الذين ارتبطوا بعلاقات فيما بينهم منذ عام 1956 إبان الحرب، والذين ساعدوا بومدين على الوصول إلى السلطة في عام 1965 . ففي شهر كانون الأول/ ديسمبر 1972، جرد بيان صادر عن الرئاسة قايد أحمد من وظائفه كمسؤول في جبهة التحرير الوطني. وتوفي وزير الداخلية أحمد مدغري في ظروف غامضة في عام 1974، منتحراً وفقاً للرواية الرسمية.
وفي عام 1975، عزل وزير الدولة شريف بلقاسم. وبقي عبد العزيز بوتفليقة-الوحيد من فريق وجدة، الذي احتفظ بوظائفه. وشغل، ما بين 1964
1979، منصب وزير الشؤون الخارجية. وفي عام 1975، أي بعد مرور عشر سنوات على الانقلاب، لم يعد مجلس الثورة يضم سوى 12 عضواً من أصل 26 في البداية. فقد استبعد معظم «مؤسسي» هذا المجلس لمصلحة موظفين كبار ومدراء. وهم بلعيد عبد السلام، وسيد أحمد غوازلي، ومحمد الياسين. وبعد عام 1976، حاولت السلطة إعادة دمج قسم من النخبة المثقفة. فقد ضمت آخر حكومة شكلها بومدين في شهر نيسان/ أبريل 1977، رجالاً مثل مصطفى الأشرف، ومحمد بن يحيى ورضا مالك
إذن كان التطور الأكثر أهمية الذي طرأ على النظام الجزائري الذي تأسس بعد انقلاب 1965، هو تأكيد الطابع الاستبدادي للدولة المعتمدة على الجيش. وقد مرت هذه السيرورة بعدة مراحل.

## تأطير المجتمع: بلديات، ولايات، منشآت
بعد الاستقلال في عام 1962، بقيت بنى السلطة الجزائرية كما كانت عليه زمن السلطة الاستعمارية السابقة. فقد توجب الانتظار حتى صدور مرسوم 5 تموز/ يوليو 1975 لكي يلغى رسمياً قانون 31 كانون الأول/ ديسمبر 1962 الذي قضى بمواصلة العمل بالتشريع الفرنسي الساري المفعول إلى أجل غير محدود. 
واعتباراً من عام 1962، أُرسيت بعض القواعد المؤسساتية (تفوق الحزب الوحيد، رفض الفصل بين السلطات والتعددية السياسية) ولاسيما بعد انقلاب 19 حزيران/ يونيو 1965، المسمى لاحقاً «التصحيح الثوري». وفوض ميثاق البلدية، الصادر في 18 كانون الثاني/ يناير 1967 مجالس البلديات الشعبية، المنتخبة في الأصل لمدة أربع سنوات بالاقتراع العام المباشر باقتراح من الحزب، بإدارة شؤون البلدية. فهو يعد برنامجها الاقتصادي المحلي الخاص بها، ويحدد، بالتوافق مع الخطة الوطنية للتنمية، الأعمال الاقتصادية القابلة لضمان التنمية في البلدية. وأنشئ ميثاق الولاية (المحافظة) بتاريخ 25 أيار/ مايو 1969، مجلساً شعبياً للولاية، منتخباً لمدة خمس سنوات بالاقتراع العام المباشر باقتراح من الحزب؛ ويساعده مجلس تنفيذي يرأسه الوالي (المحافظ)، الذي تعينه الحكومة المركزية، ومهمته تنفيذ قرارات هذا المجلس (مجلس الولاية الشعبي). وكما هو الحال بالنسبة للبلدية، تتمتع الولاية بصلاحيات اقتصادية مهمة. وتشارك بخاصة في الرقابة، في المستوى المحلي، على إدارة المنشآت الوطنية التابعة للقطاع الاشتراكي. ويقوم الوالي بدور رئيس في البلدية، التي يمارس عليها سلطة الوصاية الإدارية والمالية، كما يقوم بالمهمة نفسها في الولاية. ويقدر بشكل خاص توافق قرارات الأجهزة المحلية مع «الشرعية الثورية». فهو «حاكم» و«وصي» في آنٍ معاً. تأكد التثبيت المؤسساتي في نظام هواري بومدين مع «الانعطاف. الاشتراكي» في عام 1971 فقد تعلق مرسوم 8 تشرين الثاني/ نوفمبر 1971 القاضي ب «الثورة الزراعية» بربع المساحات الزراعية ونحو 120 ألف «مستفيد»، منضوين في تعاونيات مختلفة الأنماط (مستغلات جمعية، إنتاج جماعي، خدمات متنوعة ومختصة). لقد أصبحت أفضل الأراضي تحت السيطرة العامة (ما يسمى قطاعات «التسيير الذاتي»).
ونظَّم مرسوم 16 تشرين الثاني/ نوفمبر 1971 الإدارة الاشتراكية للمنشآت، المطبقة في جميع المنشآت، «التي تتكون ثروتها بمجملها من الأملاك العامة». تتشكل قاعدتها من مجلس العمال المنتخب لمدة ثلاث سنوات من قبل مجموع العمال من بين العمال المقترحين من قبل لجنة انتخابية ثلاثية (حزب، نقابة، إدارة). لكن مجلس الإدارة هو الذي يتمتع بالسلطة المهمة: يضم هذا المجلس عضواً أو عضوين منتخبين من قبل مجلس العمال، لكن يتولى المدير العام رئاسته الذي تسميه سلطة الوصاية (الدولة) وتعزله بناء على اقتراح المدير العام (هكذا وردت الجملة في النص/المعرب). وهذا الأخير الذي «يتصرف تحت سلطة الوصاية» «مسؤول عن السير العام للمنشأة» و«يمارس سلطة تراتبية على الملاك العامل فيها». يعيد هذا النموذج العام في مستوى المنشأة، إنتاج النظام السياسي بأكمله: «المواطنون العمال»، قاعدة السلطة، تؤطرهم النقابة والحزب، ويعبؤون من أجل المشاركة في حسن سير مختلف «الجمهوريات» (البلديات،
والمحافظات، والتعاونيات، والمنشآت) تحت رقابة «السلطة الثورية» (بالنسبة للانتقاء والتوظيف) وسلطة الدولة (بالنسبة للتنفيذ والوصاية).
باتخاذ هذه الإجراءات، كان بومدين يسعى لإيجاد توازن سياسي جديد بإعادة تحديد توجهاته وتحالفاته. وأظهر إمارات انفتاح باتجاه أوساط «الأنتليجنسيا التقدمية». وأشرك بخاصة- لكن بشكل خفي– حزب الطليعة الاشتراكي (الشيوعي) في صياغة الأفكار الأيديولوجية لتعبئة السلطة.

## الميثاق الوطني لعام 1976
في 29 حزيران/ يونيو 1976، بمناسبة عيد الميلاد العاشر للانقلاب، أعلن بومدين عن إعداد ميثاق وطني، وانتخاب جمعية وطنية (برلمان) ورئيس للجمهورية. وفي 26 نيسان/ أبريل 1976، نُشرت مسودة الميثاق الوطني. ونُظمت حملة حوارات عامة في الأحياء وأماكن العمل في المدينة والريف. لكن الإجراء الذي ُاتَّبع لكتابة المشروع النهائي للميثاق، كان إجراء يسمح للسلطة بالاحتفاظ بالسيطرة على سيرورة النقاشات العامة والتعديلات. ولم يطرأ على النص الأولي إلا القليل جداً من التعديلات.
إن الميثاق الوطني المتبنى بموجب استفتاء عام، جرى في 27 حزيران/ يونيو 1976 ، وحاز على نسبة 5ر 98 % «نعم»، شكل «المصدر الأعلى لسياسة الأمة وقوانين الدولة»، وفقاً للدستور الذي قُدم لاحقاً (المادة 6). وهو الذي سيقوم رئيس الجمهورية المقبل بأداء يمين القسم عليه. مما ينم عن أهميته.
في هذا الميثاق، قٌُدمت الجزائر على أنها بلد مقسم إلى طبقات ومجموعات بشرية عديدة، وليست بلداً ينقسم إلى إثنيات أو عدة «أُمم»: «ليست [الجزائر] مجموعة من الشعوب ومن فسيفساء من الإثنيات المتباينة». ولم يردأي ذكر للمسألة الأمازيغية في هذه الوثيقة.
تُعد الجزائر كلاً عضوياً حيث تقوم الاشتراكية بتطوير عقلاني لما بدأت به حرب التحرير الوطني: ولادة الأمة من جديد وإعادة سبك المجتمع كلياً. ومن ثم يجب أن لا تترجم التعددية الاجتماعية بتعددية سياسة تمارس بوساطة جمعيات طوعية مستقلة سياسياً. يجب توخي المصلحة العامة بوساطة دمج اجتماعي ناجم عن عمل مكثف بشدة تقوم به السلطة. على نقيض ميثاق الجزائر، الذي تبنته جبهة التحرير الوطني في عام 1964، الذي ينتقد نظام الدولة والبيروقراطية بتأكيده على تفوق «حزب طليعي مرتبط بعمق بالجماهير» على الدولة، يؤكد الميثاق الوطني لعام 1976 على أن: «بعث السيادة الوطنية، وبناء الاشتراكية، ومكافحة التخلف، وبناء اقتصاد حديث ومزدهر، والتيقظ للأخطار الخارجية، أمور تتطلب وجود دولة وطيدة الأركان، ومعززة باستمرار، وليس دولة تسير نحو الإفلاس، في الوقت الذي انبثقت فيه من العدم». إذن يقود هذا النص إلى الإشادة بدور الدولة: يؤدي الاتحاد الوثيق بين الشعب والثورة إلى تجسيد الشعب في الحزب والحزب في قيادة الدولة العليا. والدولة الوريثة لنضال التحرير الوطني، هي التعبير عن إرادة الأمة والشعب. واليوم وقد تم الحصول على الاستقلال بصعوبة شديدة، تشكل الدولة أيضاً «العامل الرئيس في إعادة سبك الاقتصاد ومجمل العلاقات الاجتماعية».
ويطمح الميثاق إلى دمج الدوائر السياسية والاقتصادية والدينية. يجب على كل جزائري أن يكون في آن معاً مناضل الثورة الاشتراكية ومنتج المجتمع الصناعي، ومستهلك السوق الوطنية، ويؤمن بدين الدولة. وعملياً يشكل الإسلام جزءاً لا يتجزأ من أيديولوجية الدولة بوصفه مكوناً رئيساً «للشخصية الجزائرية». إضافة إلى ذلك، يعد الإسلام «دين الدولة» (لأن «الاشتراكية ليست ديناً» كما يشير إلى ذلك الميثاق). ومن ثم فإن الدولة هي التي تحدد النتاج السياسي. ويوضح الميثاق بدقة أن «الإسلام لا يرتبط بأية مصلحة خاصة، ولا بأي كهنوت بعينه ولا بأية سلطة زمنية»، ويخلص إلى أن «بناء الاشتراكية يتماهى مع ازدهار القيم الإسلامية». وبوصفه أول تطبيق للميثاق، والترجمة القانونية له، أصبح الدستور «حجر الزاوية» في الصرح المؤسساتي. وقد جرت المصادقة عليه في 19 تشرين الثاني/ نوفمبر 1976 من قبل 7080904 جزائري من أصل 7708954 مسجل في قوائم الاقتراع، و7163007 مقترع (18 ر 99 % «نعم»).

## الدستور والبرلمان
تُذَّكر ديباجة دستور 1976، بأن الجزائر مدينة باستقلالها إلى حرب التحرير «التي ستبقى في التاريخ واحدة من أكبر الملاحم التي وسمت بعث شعوب العالم الثالث»، وتؤكد خيارات الجزائر الاشتراكية، وتشدد على أن المؤسسات التي أُنشئت منذ 16 حزيران/ يوينو 1965 ترمي إلى «تحويل أفكار الثورة التقدمية إلى انجازات ملموسة».) النظام السياسي الجزائري، وتفوق كرس دستور 1976 رئاسية (الدولة والحكومة على أية مؤسسة تمثيلية أخرى حزبية أو منتخبة. ولا يمنح «دوراً قائداً لجبهة التحرير الوطني» إلا في إطار أن السلطة آيلة إلى قيادتها التي تمتزج مع قيادة الدولة. والواقع أن المادة 98 من الدستور تنص على أن قيادة الحزب مدعوة إلى توجيه السياسة العامة للبلد في إطار «وحدة القيادة السياسية للحزب والدولة». وتنص المادة 102 على «أن وظائف المسؤولية الحاسمة في مستوى الدولة يمسك بها أعضاء من قيادة الحزب». ورئيس الدولة هو أيضاً الرئيس الأعلى للقوات المسلحة. يرسم سياسة الأمة العامة ويقودها وينفذها. ويسمي أعضاء الحكومة ويعزلهم من مناصبهم، وليسوا مسؤولين إلا أمامه. ويمتلك زمام المبادرة في إصدار القوانين، كما هي الحال للبرلمان، ويشرع بمراسيم خلال العطل البرلمانية. وبيده السلطة التنظيمية المختصة بتطبيق القوانين (السلطة القضائية). في يوم السبت الواقع في 11 كانون الأول/ ديسمبر، أعلن وزير الداخلية محمد بن أحمد المدعو عبد الغني نتائج الانتخابات الرئاسية. وقال إن هواري % بومدين، مرشح جبهة التحرير الوطني الوحيد ، حصل رسمياً على 38 ر 99، من أصوات المقترعين. وفي يوم الجمعة الواقع في 25 شباط/ فبراير 1977. انتخب المجلس الشعبي الوطني (البرلمان)، واختار رباح بيطاط رئيساً له، وهو آخر «القادة التاريخيين» للثورة الجزائرية الذي لا يزال في السلطة. منح الدستور المجلس الشعبي الوطني السلطة التشريعية، التي يتقاسمها مع رئيس الجمهورية، لأن هذا الأخير بإمكانه التشريع بمراسيم بين دورتين نظام رئاسي، السلطة التنفيذية فيه بيد رئيس الجمهورية- المعرب. Présidentalisme برلمانيتين. ووضحت المادة 151، في 26 نقطة، المجالات الرئيسة التي يستطيع هذا المجلس ممارسة نشاطه فيها، فإليه يعود بخاصة تحديد مبادئ السياسة الاقتصادية، والاجتماعية والثقافية، وتثبيت الخطوط الموجهة لسياسة تنظيم البلد، والبيئة، ونوعية الحياة.
ويقوم الحزب الوحيد والسلطة السياسية الإدارية بانتقاء المرشحين لانتخابات المجلس الوطني الشعبي، ومجالس البلديات والمحافظات (الولايات). وفي الواقع، فإن هؤلاء المنتخبين هم من الموظفين ومن أنصار النظام أكثر مما هم ممثلون حقيقيون للشعب يملكون القدرة على انتقاد فوقية الرئاسة والجهاز الحكومي. ففي ذهن القادة، ترمي مأسسة النظام إلى الحض على تكوين نخب وسيطة تمثل الدولة لدى الشعب وليس العكس. إذن ليس الهدف على الإطلاق تأمين قواعد دولة القانون، ولا إدخال التعددية والتناوب السياسي، وإنما «دمج» المجتمع في نظام بنته السلطة في 19 حزيران/ يونيو 1965.

## خيارات اقتصادية وسياسة خارجية (1978 -1965)
وقع الانعطاف التاريخي في السياسة الاقتصادية الجزائرية في عام1976 . ففي تلك السنة أمم بومدين الثروات الطبيعية وبخاصة البترول والغاز. وحاول النظام العسكري الاستبدادي، وليد الانقلاب العسكري، الحصول على شرعيته السياسية بإعادة توزيع «الهبة النفطية». وأمِلَ أيضاً أن يضع بوساطة الدخول الضخمة التي ولدها النفط والغاز نموذجاً جديداً للتنمية.) الجزائرية · أولاً- «التنموية» أن بالإمكان اعتقد رئيس الدولة المحاط بفريق صغير إرادوي الانتقال بخطى سريعة من التخلف إلى المرحلة التصنيعية. فالتصنيع المعلن «أولوية الأولويات» يفترض أن يصبح «القاطرة» التي تجر الزراعة.
إن نظرية «الصناعات الصانعة في بداية عقد السبعينيات،» المستوحاة أساساً من الاقتصاديين الفرنسيين فرانسو بيرو، وبخاصة من جيرار ديستان ودو بيرنيس (أستاذ في جامعة غرونوبل) أصبحت المرجعية العظمى الاعتقاد بأنه لا يمكن أن يكون هناك نمو إلا بعمل واع développementalisme وإرادي، إذن إلا بتحريض وتنسيق تقوم بهما الدولة. المعرب. الإرادویة: مذھب یجعل الإرادة تتدخل في كل حكم وتستطیع أن تعلق volonatarisme ھذا الحكم. ومنھا الإرادوي أي معتنق مذھب الإرادویة. المُعرب. لإستراتيجية التنمية الجزائرية. عرف فرانسوا بيرو التصنيع بأنه «سيرورة تراكمية تهيكل الكل الاجتماعي بالاستخدام الكثيف لنظم الآلات وتسمح بزيادة مواد خيرة للبشرية بكلفة تنازلية». على إثر بيرو، حلل دو بيرني التصنيع على النحو التالي: التصنيع هو «ظاهرة كلية، ومعقدة حيث تتراكب بوثاقة التقانات، والاقتصادالاجتماعي (إعادة هيكلات اجتماعية، مطواعية البنى الاجتماعية والاجتماعية الاقتصادية)، والسياسي (تغيير التصنيع للبنى السياسية تغييراً جذرياً)، والنفسي الاجتماعي (السلوكيات). وتكون العلاقات بين الظواهر ثنائية الاتجاه باستمرار، وكل واحدة منها هي بآن معاً شرط لتحقيق الظواهر الأخرى ونتيجة لتحقيقها». ويصف جيرار ديستان ودو بيرنيس النظام الاجتماعي- الاقتصادي الذي ورثه الاستعمار للبلدان التابعة باتجاهه نحو الخارج وتخلع أوصاله الداخلية. منذئذ يرمي منهج التنمية المعمول به بعد الاستقلال إلى تحقيق دمج النظام الإنتاجي الوطني وإعادة تركيزه. ولخلق دينامية داخلية للتنمية، يجب الاعتراف بنوع من أولوية التصنيع. وفقاً لهذا النموذج، يتوجب على إستراتيجية فعالة أن تمنح دوراً مميزاً «لشركات قاطرة»، وإلى أنماط من الاستثمارات الصناعية التي تمارس «تأثيرات جر» على البيئة الاقتصادية والاجتماعية. يجب أن تعزز هذه الصناعات القاعدية، المسماة صناعات صانعة، دمج الاقتصاد الوطني بالتأثيرات التي تمارسها في المنبع (تأثيرات التموين) وفي المصب (تأثيرات الأسواق). إضافة إلى ذلك، يجب على هذه الإستراتيجية رفع الإنتاجية والسماح للكوادر والعمال بالتدرب على وسط صناعي عصري ومتقدم تقانياً. ويجب أن تكون هذه الصناعات بخاصة صناعات منتجة لأدوات التجهيز، وأن يكون من بينها بخاصة الصناعات المنتجة للأدوات المنزلية. وفي ملتقى عقدي الستينيات والسبعينيات، مارس مؤلفون آخرون تأثيرهم على القادة الجزائريين في وضع إستراتيجية التنمية ونموذجها. ويمكن ذكر أندريه غاندر فرانك، وشارل بيتلهيم وإيمانويل ويلرشتاين وأمانويل ارغيزي، وف. ه. كاردوزو، وسيلسو فورتادو، وسمير أمين... يرى هؤلاء المؤلفون أن الدولة وحدها هي القادرة على إنجاح هذا النموذج، حيث تلعب الصناعة دوراً محركاً في إطار وطني. يتقاسم عدد من المراقبين والمحللين الفكرة القائلة بأن بناء سريعاً لصناعة ثقيلة تُعد القاعدة الضرورية للتنمية. و«الطريق الجزائري» الذي ير مز هذا الخيار الاقتصادي، يفهم في المقام الأول على أنه خيار وطني راغب في «إعداد مستقبل البلد». يرى نظام بومدين أن التنمية (المضفور بها بسرعة وبالوسائل الناتجة عن الريع البترولي) هي في المقام الأول وسيلة تأكيد و (شرعنة) للدولة والأمة. فمن المفترض أن قوة الجهاز الإنتاجي توطد استقلال الدولة السياسي، وتزيد القدرة على «الوصول إلى الاشتراكية».

## إستراتيجية البترول والغاز
اعترفت معاهدات ايفيان بالسيادة الجزائرية على الصحراء وثرواتها الطبيعية. وفي 31 كانون الأول/ ديسمبر 1963، فُتحت ثلمة في المصالح الفرنسية مع تأسيس الشركة الوطنية للبحث عن البترول والغاز ونقلهما وتحويلهما وتسويقهما (سوناتراك) ومع ذلك لم تكن الدولة الجزائرية تملك آنذاك % سوى 5ر 4% من محيط التنقيب، في حين أن المصالح الفرنسية تملك 5ر 67 منه. وبعد الحرب الإسرائيلية العربية في شهر حزيران/ يونيو 1967 ، قررت الجزائر تأميم نشاطات التصفية والتوزيع التي تمارسها شركتا موبيل وايسو، ووقعت سوناتراك اتفاقاً، في 19 تشرين الأول/ أكتوبر 1968 مع جيتي أويل. أعادت الشركة الأمريكية إلى الشركة الجزائرية 51 % من مصالحها في الجزائر. وأصبحت المطالبات ضد الشركات الفرنسية أكثر إلحاحاً. وفي 21 شباط/ فبراير 1971، بدأ الرئيس بومدين «بنزع الاستعمار البترولي». فقد استبدل بنظام الامتيازات ممارسة السيطرة على 51 % من الشركات البترولية الفرنسية. وأُممت أنابيب النفط والغاز. وكانت شركة توتال الشركة الوحيدة التي وافقت على مواصلة نشاطاتها، وغادرت الشركات البترولية الأخرى الجزائر. وقاطعت فرنسا البترول الجزائري، وخرج الدينار الجزائري من منطقة الفرنك. تشير سيرورة تأميم المصالح البترولية الأجنبية إلى جذرية خيارات السلطة الجزائرية الإستراتيجية في المستوى السياسي، وهذا ما نجم عنه زيادة الموارد التي تأمل الدولة بتعبئتها لصالح تعزيز سيطرتها على وسائل الإنتاج والتبادل الرئيسة.

## دخول الدولة من البترول والغاز بملايين الدنانير
| 1967 | 1969 | 1971 | 1972 |  |
| ---- | ---- | ---- | ---- |  |
| 880  | 1320 | 1659 | 3200 |  |

في نهاية عام 1973 ، ضاعفت الصدمة البترولية ريع النفط والغاز ثلاث مرات. ومنحت الإستراتيجية الجزائرية للتنمية دوراً أعظم لهذا الريع بوصفه مصدراً رئيساً لتمويل عملية التصنيع. وفضلت تحويل الثروات المعدنية والبترولية محلياً. إذن يحب أن يسهم هذا الطابع «الصناعي» للنفط والغاز بانجاز نظام إنتاجي مترابط. على مر السنين، ذهبت نصف الاستثمارات الصناعية لزيادة قدرات إنتاج النفط والغاز، الضروري لشراء التجهيزات المهمة من الخارج المدرجة في الخطة الإستراتيجية المتبناة. وهكذا ُاستخدم قسم مهم من الموارد البترولية في صنع الوسائل اللازمة لمزيد من إنتاج... البترول والغاز. ففي عام 1982 ، لم يكن إنتاج الجزائر من البترول (نحو 50 مليون طن سنوياً منذ عام 1972) يشكل سوى 2% من الإنتاج العالمي. وبدءاً من عام 1982، استقر حجم الاستخراج على نحو 40 مليون، طن، بحيث يسمح باقتصاد هذه الثروة الإستراتيجية الناضبة. ففي عام 1982 قُدرت الاحتياطيات البترولية بنحو 2ر مليار طن، ما يعدل نحو 20 عاماً (بدءاً من عام 1992) من إنتاج البترول المستخرج بهذا الإيقاع. ومع 3000 مليار متر مكعب احتياطي، تملك الجزائر 4% من الاحتياطي العالمي من البترول. وفي عام16 مليار متر مكعب سنوياً. - 1992، تراوح الإنتاج ما بين 14

## النظام الإنتاجي ونتائجه
بعد مرحلة تأميم القطاع الزراعي الأوروبي «الحديث» (1962 1965)، وإصدار الدينار الجزائري في عام 1964 (الدينار لأمد طويل - بالتعادل مع الفرنك الفرنسي يساوي نحو 20 ر 1 فرنكاً ما بين 1973.1978 - 1980)، جاءت المرحلة الثانية، مرحلة «التصنيع» ما بين 1969 اتسمت هذه المرحلة في البداية بموجة من التأميمات سمحت للدولة بالسيطرة على أدوات السلطة الاقتصادية. ففي 8 أيار/ مايو 1966، أصبحت المنشآت التعدينية تحت السيطرة العامة. ثم في 31 أيار/ مايو، شرعت الدولة احتكار عمليات التأمين. وأممت شبكة التوزيع إيسو وموبيل في شهر آب/ أغسطس 1967 . وما بين شهري أيار/ مايو- حزيران/ يونيو 1968، نُفذت موجة أخرى من التأميمات. ففي 13 أيار/ مايو، أُممت 22 شركة في قطاعات مواد البناء، والأسمدة وصناعة التعدين (منها رون- بونليك)؛ وفي شهر حزيران/ يونيو، جاء دور خمسين شركة للاسمنت، والدهانات، والزيوت، وصناعة التعدين (منها روبولين، لافارج، ليزيور)، وفي شهر آب/ أغسطس 1968، منحت سلسلة عمليات السوناتراش (تروست حكومي للبترول والغاز) احتكار تسويق المنتجات البترولية والسيطرة على قطاع البتروكيماويات بأكمله.
وبلغت الموجة أوجها في 24 شباط/ فبراير مع تأميم حقول الغاز الطبيعي كّلها ، والبترول الخام وأنابيب نقل البترول والغاز جميعها،
والسيطرة على 51 % من الشركات البترولية الفرنسية إيلف (ايراب آنذاك) والشركة الفرنسية للبترول. وفي 15 تشرين الثاني/ نوفمبر 1972، أُعلنت
نهاية سيرورة التأميم. وكان الهدف المنشود: بناء اقتصاد مستقل ومدمج في أقصر المهل. وكما كان الحال بالنسبة للاتحاد السوفييتي، جرى السعي إلى الحصول على نسب مرتفعة من الاستثمار مع منح الأولوية للصناعات القاعدية (صلب وكيماوية)، واستخدام أحدث التقانات. يفترض أن يؤدي تطوير الصناعات الثقيلة إلى جر الاقتصاد بأكمله. أما الصناعات الاستهلاكية، فيجب تطويرها في مرحلة ثانية، لتلبية تزايد الطلب المتولد عن الدخول الجديدة الناجمة عن نمو الإنتاج. إذن منحت الأولوية للصناعات القاعدية، وإلى الصناعة على حساب الزراعة. وطُرح تصنيع الزراعة (الميكنة، التكثيف باستخدام المنتجات الكيماوية) كشرط لازدهارها (خلق الوظائف، منتجات استهلاكية، تحقيق استقلال الجزائر الاقتصادي). حتى عام 1966، بقي القطاع المصرفي تحت سيطرة المصارف
تأسست ثلاثة - الأجنبية (ولاسيما الفرنسية). وما بين1967 1966 مصارف لاحقة لمصارف سابقة: المصرف الوطني الجزائري في الأول من تموز/ يوليو 1966، والمصرف الشعبي الجزائري في 19 كانون الأول/ ديسمبر 1966 ؛ والمصرف الخارجي الجزائري في 12 أيلول/- سبتمبر 1967 . ومع الخطة الأولى للتنمية (خطة لثلاث سنوات 1967 1970، جرى التأميم الكامل للقطاع المصرفي. وشكلت الخطة الرباعية مناسبة لتخطيط مالي (مصرف التنمية الجزائري، 1973 -1970)
مجلس مالي) لتمويل الاستثمارات. ل ستتحقق أهداف النظام الإنتاجي الجزائري الناشئ؟ في المقام الأول، ماذا بخصوص التخطيط ؟ في الواقع اكتفت أمانة
تخطيط الدولة (التي من المفترض أن تؤمن انسجام هذه الخطة بمجملها) بجمع مشاريع الشركات الوطنية الكبرى وخطط وزاراتها الوصائية. حيث تقع
). سلطة القرار الفعلية بخصوص التجهيزات (وبرغم ضخامة الاستثمارات الممنوحة، بقي النمو شديد البطء. ففي حين أن الاستثمارات تمثل 21 % من الناتج المحلي الإجمالي في عام 1963، و 42 % في عام1973 ، وتصل إلى 50 % في عام 1977 (أي أعلى النسب في العالم)، فقد ازداد. - الناتج المحلي الإجمالي وسطياً بنسبة 4ر 6% سنوياً في الفترة 1980 1971 في عام 1981 وصل الناتج المحلي الإجمالي إلى 6ر 36 مليار دولار، ما يعدل 1917 دولار للفرد، الذي يجعله بعيداً جداً عن ليبيا8640 دولار)، لكن يأتي بشكل واسع أمام تونس (1242 دولار)،) والمغرب (722 دولار). ارتفع إنتاج الفولاذ الخام من 400 ألف طن إلى - ما بين1982 1977 2ر مليار طن، وبلع إنتاج الجرارات، الذي انطلق في عام 4900،1974 وحدة في عام 1979 . وارتفع إنتاج الكهرباء من 4000 ميغاوات ساعي في عام 1974) شهادة مسؤول شاب في إدارة التخطيط (بعد أن أنهيت دراستي في عام 1965، عدت إلى الجزائر. وأدركت جيداً أن المسافة تساعد على التحليل وتحمي من التعرض للشبهات. منذ عام 1965، شغلت وظيفة في إدارة الخطة العامة، المرتبطة بالرئاسة، ثم بوزارة المالية والخطة. وسرعان ما اكتشفت أن عدداً لا يحصى من المشكلات الاجتماعية الناجمة عن الحرب (اقتلاع السكان من جذورهم، تدهور الدوائر الاقتصادية، ضعف نوعية التعليم) غائباً عن اهتمامات القادة الجدد. ويعود إلى الكوادر المستبعدة عن الإدارة السياسية الرسمية،
وتملك قدرة الاختيار، أن تواجه مشكلات المجتمع لوحدها. وبالمقابل يسهر فقط على تأمين الرواتب لها وموارد في الحد الأدنى لضمان السلم الاجتماعي. وتتطور الإدارة الإستراتيجية (المستبعد منها هذه الكوادر) في حلقة مغلقة، وتستعين بترسيمات جاهزة، وترمي في المقام الأول إلى السيطرة على الحقل السياسي. وأصبح ارتقاء أيديولوجية الدولة لا يقاوم. فقد أنكرت العقيدة الرسمية التاريخ ، والثقافة، والسياسة السابقة، وكذلك الوقائع الاجتماعية. يفرض الإجماع بالإكراه، ويجب أن يساعد كل عمل على تغذية دواليب الاستبداد".
حتى 6000 ميغاوات ساعي في عام 1980، ونما إنتاج الصناعات الصناعية 1979، لكن مع كثير من عدم الانتظام. - بنسبة 9، 9 % سنوياً ما بين 1970 إن المبالغة في تركيز الوسائل المالية في قطاع النفط والغاز نحو فاقمت وضع قطاع - 30 % من مجموع الاستثمارات ما بين 1977 1967 أدوات الإنتاج الذي لجأ إلى نقل التقانات الغربية إلى الاقتراض الدولي. وسرعان ما بدا أن أهداف الاستقلال الاقتصادي بعيدة المنال.
كما أن الاستثمارات الكثيفة المكرسة للصناعة (1ر 64 % من مجموع1977) والوزن السياسي لسيطرة الدولة حالا - الاستثمارات ما بين 1974 دون تحقيق التمفصلات الجوهرية: بين القطاعين العام والخاص، وبين الجهاز الإنتاجي ونظام التوزيع، بين الزراعة والصناعة. من هنا جاءت الصعوبات المتراكمة أمام تحقيق المشاريع الصناعية. كما جرى تنفيذ وحدات الإنتاج الصناعية بخاصة عن طريق التسليم «المفتاح باليد»، الذي من المفترض أن يسرع التنمية. لكن أُسيء بشكل كبير تقدير صعوبات التحكم بالتقانات الجديدة المعقدة وإدارتها. فالصعود في إنتاج المصانع الجديدة غالباً ما يكون طويل الأمد جداً. ويبقى حجم الإنتاج غير محقق بعد الانطلاق. غالباً ما تكون المشاريع القائمة على منظورات نمو سريع جداً مبالغاً40 % من طاقتها. - في أبعادها، وغالباً ما تعمل وحدات الإنتاج بنسبة 30) المأمولة إلى ارتفاع مبالغ فيه في سعر الكلفة. فتحولت توفيرات الحجم (وأدى نقص البنى التحتية للتخزين وضعف نظام التسويق إلى زيادة الإختلالات الإقليمية لصالح الأقطاب الصناعية. وتُرجمت الاستعانة النظامية بالشركات الأجنبية إلى مديونية فاحشة: ارتفع دين الجزائر الخارجي من 2، 7هناك توفيرات حجم حين ينخفض سعر الوحدة المنتجة عن Les économies d’échelle () ارتفاع سلم الإنتاج. بمعنى عندما يزداد كل عامل من عوامل الإنتاج بالنسبة نفسها1% مثلا)، فإن منتجات السلم تكون متزايدة إذا ازداد الإنتاج بنسبة أكبر من)4ر 1%) مثلاً – المعرب.) مليار دولار في عام 1972 حتى 23، 4 مليارات في عام 1979 (ما يساوي على التوالي خدمة دين بنسبة 12 % ثم 25، 6 % من الصادرات). أخيراً، شهدت الزراعة هرماً متسارعاً للناشطين اقتصادياً. وأظهر ضعف إنتاجها عدم قدرتها على مواجهة الحاجات الغذائية.

## المسألة الزراعية
اعتمدت الثورة الزراعية التي نص عليها مرسوم 8 تشرين الثاني/1975 على 1141000 هكتار - نوفمبر 1971، والمطبقة ما بين 1972 (بنى زراعية غير استعمارية)، على نظام التعاونيات: فقد شُكلت 5261 تعاونية من مختلف الأنماط، مساحةُ كلٍّ منها 217 هكتاراً وسطياً، احتضنت90 ألف فلاح مقابل 170 ألف في قطاع «التسيير الذاتي»، (مزارع الدولة). و 10 % فقط ملكية خاصة أممتها الدولة. لم تثِر الثورة حماسة كبيرة؛ فنسبة مهمة من المستفيدين منها تنازلت عنها. ولم يشعر الفلاحون المقدر عددهم بنحو 7 ملايين في عام 1973، بأنهم معنيون بهذا التحول الاستبدادي). للزراعة، التي بقيت مناطة بأوامر الدولة (
) هواري بومدين والثورة الزراعية: («ليس لدينا طريقاً آخر سوى إنشاء ما أسميه المجتمع الفلاحي الثوري الذي نطوق معه الزوائد الفطرية والبيروقراطية اللتين تشكلان خطراًً مهدداً ومتعاظماً على الثورة. تعاني المدن في بلداننا العربية وفي العالم الثالث من تأثير أوروبا الغربية في المناحي كلها: الأخلاقيات، والسلوكيات، والاستهلاك، واحتقار العمل اليدوي، الخ...» وهذا مهم جداً في مجتمع مثل مجتمعنا الذي تطور قسم منه في المدن حيث ترك الاستعمار تأثيراً على أبناء المدن والذي لا يزال سارياً حتى هزيمة هذا الأخير. وبالمقابل، حافظ المجتمع الجزائري في الأرياف على أصالته الوطنية. وهذا ما جعل
الريف الجزائري يقدم تربة صالحة لاندلاع الثورة المسلحة فيها دامت سبع سنوات ونصف. لهذا السبب، إذا ما أراد المرء أن تواصل الثورة مسيرتها في الطريق الاشتراكي، فليس هناك أي خيار آخر إلا العودة إلى المنبع بشكل علمي. والحقيقة يعتمد مستقبل الثورة الجزائرية، في هذه المرحلة الجديدة، على نجاح الثورة الزراعية".
بعد تجربة الإدارة الذاتية المقررة بمبادرة من العمال، والفلاحين1967 ، كان من المفروض - الفقراء، وبعض المناضلين في السنوات 1962 أن يوفر القطاع الزراعي أسواقاً للصناعة. فالأهداف المرسومة للزراعة هي أهداف متعددة: تحسين توازن مداخيل- إنتاجات لضمان دخل لائق للفلاحين الفقراء، وتنويع وتكثيف الإنتاج الزراعي لتلبية الحاجات الغذائية للبلد، وترسيخ وتحسين مركز الجزائر في السوق العالمية في مستوى تصدير المنتجات الزراعية.
لكن رغم المرجعيات الشكلية التي تعترف بأهمية القطاع الزراعي، فقد ضحي به، لأن التصنيع وحده هو الذي حظي بالأولويات. فوفقاً للاقتصادي عبد اللطيف بن اشهانو كانت العلاقة الإجمالية بين الاستثمار الموظف والاستثمار الضروري الطبيعي لتجديد الجهاز الإنتاجي.% 1974، هو 38 - فقط في قطاع «التسيير الذاتي»، خلال المرحلة 1966 بشكل عام، لم تتوقف مساهمة الزراعة في الناتج المحلي الإجمالي الضعيفة جداً عن التراجع: 31 % في عام 18،1963 % في عام 1965، و 13 % في - عام 1970 . ولم تحظَ إلا بما يعدل 12 % من الاستثمارات في الفترة 1970 1977، وهي لا تسمح دائماً بتجديد وسائل - 1973، و 4ر 7% في الفترة 1974 الإنتاج الموجودة. وكان الانسجام يعوز الإصلاح الزراعي. فعالم السياسة برونو ايتين، يرى أن ما قاد السيرورة هو «نوع من خضوع العالم الفلاحي والريفي لمنطق تصنيع الاقتصاد، وبشكل أكثر عمومية، فرض سلطة تسيطر عليها فئات). حضرية لمفهوم حضري- صناعي للتنمية» (وفي الواقع، ُاستخدم التبادل مدينة - ريف، غير المتعادل باطراد، لتمويل التراكم الصناعي. فخلال ما يزيد عن 10 سنوات، بقيت الأسعار و«الأجور» في القطاع الزراعي مجمدة بحيث تسمح بتموين المدن بأقل سعر ممكن. وبنيت مصانع على ما يزيد عن 150 ألف هكتار من الأراضي الزراعية الجيدة تستجر اليد العاملة الأكثر شباباً ومهارة. وأدى بخس قيمة العمل الزراعي إلى هجرة متنامية بنحو 100 ألف شخص سنوياً. لم يتقدم الإنتاج الزراعي إلا بشكل ضعيف جداً. فقد بلغ متوسط إنتاج
1981 مقابل 3ر 19 مليون - الحبوب 8ر 19 مليون كنتال في الفترة 1979.(1957 - 23 مليون كنتال في الفترة 1954) 1973 - كنتال في الفترة 1970 في عام 1966، كانت نسبة الكفاية الغذائية تزيد عن 70 %، فلم تعد إلا بنسبة 30 % في عام 1980 . فقد أصبح نصف الحبوب المستهلكة هي الحبوب المستوردة من الخارج، و80 % من الزيوت، وثلثي الخضار الجافة، واستيراد شبه كامل للسكر المستهلك. وفي عام 1984، استوردت الجزائر60 % من استهلاكها الغذائي (ربع قيمة الواردات الكلية للجزائر). وغدت هذه النسبة في تقدم مستمر.

## تقدم الهجرة
في 8 آب/ أغسطس 1966، بمناسبة «أول حلقة دراسية حول الهجرة»، ذكر رئيس الدولة انجازات عنابه وارزيو الصناعية، القادرة، برأيه، على توفير العمل «للمهاجرين المرشحين للعودة». لكن هذه الخطب الدعائية حول «العودة» تخفي بشكل رديء ضغط الهجرة المستمر باتجاه فرنسا. فالاتفاق الفرنسي- الجزائري بتاريخ 27 كانون الأول/ ديسمبر 1967 حد من حرية الانتقال المنصوص عليها في معاهدات ايفيان. وتتوخى الرقابة على الحدود أن تكون أكثر قسوة، وأكثر
انتقائية مما كانت عليه في الماضي. وفي 12 كانون الثاني/ يناير 1973، في افتتاح «مؤتمر حول الهجرة»، استنكر بومدين بعبارات قاسية «الشتائم، والتحريضات، والاغتيالات وإجراءات أخرى عنصرية» التي كان الجزائريون ضحاياها في هذه الحقبة، وبحسب رأيه، على إثر قرارات الحكومة الجزائرية القاضية بتأميم الموارد البترولية. وأضاف قائلاً: يجب على الرعايا الجزائريين المقيمين في فرنسا أن يفخروا «بأصالتهم العربية الإسلامية التي تحميهم من كل إرادة دمج في المجتمع المضيف».
وفي الواقع، استمرت حركية السكان بالتنامي في عقد السبعينيات. فالأزمة الزراعية، والضغط الديموغرافي، وتسارع التحضر عوامل أثارت أيضاً تنقلات السكان. لأن الهجرة كانت تحصل بخاصة بين المدن الجزائرية في داخل الفضاء الزراعي نفسه، لكن ذلك لم يمنع استمرار نمو الوجود الجزائري في فرنسا.
تَجذَّر سكان من أصل جزائري بشكل مستمر في فرنسا، ولا يفكرون بالعودة إلى الجزائر. ويحافظون على علاقات وطيدة مع مجتمعهم الأصلي في المستويين الاقتصادي والاجتماعي الثقافي.

## المشروع العالم ثالثي الكبير
حقق بومدين أكثر نجاحاته في المستويين الإقليمي والدولي. ونظر المثقفون الجزائريون، والأوروبيون أيضاً، بالإعجاب إلى «المعجزة الجزائرية». فقد عقدت القمة الرابعة لدول عدم الانحياز في مدينة الجزائر ما9 أيلول/ سبتمبر 1973 . حينئذ كانت صورة الجزائر صورة دولة - بين 5
فالمبادئ التي طرحها "ميثاق الصمام" لعام 1956 منذ البداية، و"برنامج طرابلس" لعام 1962، والتي كُرر التأكيد عليها باستمرار في مختلف المؤتمرات الدولية، كان هدفها إثارة مختلف أنواع التضامن بين دول العالم الثالث وتفعيلها. ويقوم هذا السعي للتضامن بخاصة على مقاربة اقتصادية للعلاقات الدولية. فبالنسبة لعالم القانون جان- روبير هنري، إن رؤية الجزائر السياسية هي رؤية "اقتصادية تماماً، متطابقة مع وسائل البلد - التي لا تسمح لها بالإفراط بالتسلح- ومع الرهانات التي عرفتها على التوالي: الخروج من النظام الاستعماري، وتنفيذ التنمية، والحصول على مكان في النظام العالمي
(صحيفة اللوموند، 7 تموز/ يوليو 1982). في إطار هذه الروح، تشير بداية الميثاق الوطني لعام 1976 إلى أن "السياسة الخارجية يجب أن تعكس

## السياسة الداخلية
بعد أن استمدت الجزائر قوة من الهالة التي منحتها إياها حرب التحرير في عيون العديد من شعوب العالم الثالث، واعتمدت على فريق من «الدبلوماسيين المناضلين» – الذي دفع إلى القول بأن لدى الجزائر «دبلوماسية مقاومين» – بقيادة بومدين وعبد العزيز بوتفليقة (وزير الشؤون الخارجية)، سعت الجزائر إلى توسيع دورها الدولي. فبعد أن أدى انقلاب بومدين إلى إلغاء مؤتمر الجزائر المتوقع في صيف عام 1965، جرى إنعاش الدبلوماسية الجزائرية بتبني ميثاق «البلدان الـ 77» في شهر تشرين الأول/ أكتوبر 1967 . فما سميت بمجموعة الـ 77 التي جمعت البلدان النامية في إطار مؤتمر الأمم المتحدة للتجارة والتنمية (كنوسيد)، ألحت على الجهود الداخلية التي يجب على البلدان النامية بذلها. ثم عملت الجزائر على تسوية الخلافات مع جيرانها المغاربة. ففي 15 كانون الثاني/ يناير 1969، وقعت معاهدة «أخوة، وحسن جوار، وتعاون» (معاهدة ايفران) مع المغرب، اعترفت فيها ضمنياً باستقلال موريتانيا. وفي شهر كانون الثاني/ يناير 1970، وقعت معاهدة مماثلة مع تونس. في الوقت نفسه طرحت مسألة العلاقات الشائكة مع الدولة الاستعمارية القديمة فرنسا. وفككت فرنسا قاعدة ريغان الذرية في الصحراء في عام 1966، وانسحبت من القاعدة العسكرية في بيرزت في الأول من شهر كانون الثاني/ يناير 1970 واكتسبت الأزمة بين فرنسا والجزائر أبعاداً مهمة لحظة تأميم شركات النفط والغاز في عام 1971. حينئذ سعت الجزائر عن طريق الخبرة التنازعية إلى إدخال بلدان العالم الثالث في عمل جماعي expérience conflictuelle من أجل إصلاح النظام الاقتصادي العالمي. وجرى التأكيد على رهان المواد الأولية – ومنها الغاز والنفط - والاستقلال الاقتصادي الوطني، وضرورة بناء نظام اقتصادي عالمي جديد. وبعد مؤتمر الجزائر في شهر أيلول/ سبتمبر 1974، حيث وضعت «قائمة مطالب»، اختبرت الجزائر «سلاح البترول» على إثر الحرب الإسرائيلية العربية 1973. فسعى بومدين للحفاظ الصعب على تماسك الأوبب (منظمة البلدان المصدرة للنفط)، والحيلولة دون التحاق أغنى دولها بمعسكر البلدان «الغنية» والانفصال عن العالم الثالث. وفي شهر نيسان/ أبريل 1974، دافع الرئيس الجزائري عن النظام الاقتصادي العالمي الجديد أمام الجمعية العامة للأمم المتحدة ،1975، بادرت الجزائر إلى عقد أول «قمة» لمنظمة البلدان المصدرة للنفط. المدعوة للانعقاد، بناء على طلبه، باسم بلدان عدم الانحياز. وفي شهر آذار/ مارس لكن المشروع العالم ثالثي الجزائري الكبير اصطدم بعداء بعض البلدان الغربية، وغاص في النقاشات الداخلية في العالم الثالث، وإرهاق نزاع الصحراء الغربية، والمعاناة من نتائج علاقات القوة الدولية الناجمة عما سميت «بالصدمة البترولية الأولى».

## النزاع حول الصحراء الغربية
بعد «حرب الرمال» في عام 1963 ومعاهدة ايفيان 1969، تصالحت الجزائر مع المغرب وموريتانيا. وفي لقاءاته مع بومدين ومختار ولد داده رئيس موريتانيا، قبل ملك المغرب الحسن الثاني بمبدأ تقرير المصير في الصحراء الاسبانية. ففي اعتقاده، ليس هناك أدنى شك بأن استشارة السكان المعنيين لن تكون سوى شكلية هدفها تكريس إلحاقهم بالمغرب. يتكون سكان الصحراء الغربية الخاضعة للسيطرة الاستعمارية الاسبانية من نحو 20 قبيلة تنتمي إلى أربع مجموعات: الرقيبات، التكنا، والمعقيل وولد ديليم. قدر الإحصاء الذي أجراه الأسبان في عام 1974 عدد هؤلاء السكان ما بين
80 ألف شخص. لكن هذا الرقم لا يأخذ بالحسبان عدد الصحراويين الذين -70 لجؤوا إلى البلدان المجاورة، والبدو. وقدرت جبهة البوليساريو (الجبهة الشعبية، (لتحرير الساقية الحمراء وساحل الذهب، التي تأسست في 10 أيار/ مايو 1973، 300 ألف نسمة. - أن هذا العدد يتراوح ما بين 250 في هذا البلد تستغل إسبانيا، منذ عام 1963، خامات الفوسفات (المكتشفة في عام 1947) في الساقية الحمراء التي يبلغ طولها 75 كم15 كم، وتمتد على مساحة تبلغ 250 كليومتر مربع. - وعرضها ما بين 1 وقُدر احطياطي الفوسفات فيها ب 10 مليارات طن. وفي مكان آخر يكشف باطن الأرض أيضاً عن الحديد، والنحاس واليورانيوم والغاز. ويوجد في عرض البحر واحد من أغنى «أحواض» السمك في العالم. في عام 1973، أبدت المغرب قلقها في الوقت الذي كانت تنوي زيادة قوتها الاقتصادية في الفوسفات باسترداد الصحراء الغربية. وتريد إسبانيا تنظيم استقلال هذه الصحراء بما يسمح لها بالحفاظ على مصالحها في الإقليم.
ولاسيما أن جبهة البوليساريو التي تديرها حفنة من الشباب المناضلين الملتفين حول شاب جامعي يبلغ من العمر 25 سنة، هو الوالي مصطفى سيد (لقي
حتفه في حزيران/ يونيو 1976)، أطلقت، في 20 أيار/ مايو 1973، أول عملية عسكرية ضد الأسبان. من جانبها اختارت الجزائر استقلال الصحراء الغربية، جمهورية غير منحازة. وفي 20 آب/ أغسطس 1974، أعلن الملك الحسن الثاني أنه يعارض كل استفتاء يمكن أن يؤدي إلى استقلال هذا البلد المتنازع عليه. وفي نهاية شهر تشرين الأول/ أكتوبر، أغرى الرئيس الموريتاني باقتسام محتمل للصحراء الغربية وعقد معه اتفاقاً سرياً. وفي شهري نيسان/ أبريل- أيار/ مايو 1975، أوصت لجنة لتقصي الحقائق على الأرض تابعة لمنظمة الأمم المتحدة بتطبيق مبدأ تقرير المصير. وفي 16 تشرين الأول/ أكتوبر، أوصت محكمة العدل الدولية، التي طرح الملك الحسن الثاني القضية أمامها، بتقرير المصير أيضاً. عندئذ حاول ملك المغرب المجازفة بكل شيء في سبيل تحقيق ما يرغب به. فجمع حوله المعارضة المغربية (باستثناء بعض مجموعات أقصى اليسار، وبخاصة المنظمة الماركسية اللينينية إلى الأمام) ، وقرر تنظيم «مسيرة خضراء». بدأت في 5 تشرين الثاني/ نوفمبر، وضمت 350 ألف متظاهر ساروا باتجاه الصحراء. مارست معاهدة ملك المغرب هذه تأثيرها على الحكومة الاسبانية. وفي
14 تشرين الثاني/نوفمبر 1975، كرست معاهدة مدريد تقسيم الصحراء الغربية بين الرباط ونواكشوط. بعد فترة من العزلة في بداية هذا النزاع، قامت الجزائر بنشاط). وفي 27 شباط/ فبراير 1976، كانت غالبية أعضاء دبلوماسي مكثف بومدين، الجزائر والصحراء الغربية: ("نحيل الجسم، لكن يبدو أنه بصحة جيدة أكثر من أي وقت مضى، في نهاية عام1975 ، عبر [بومدين] عن رأيه بصراحة صارمة أمام محاوريه الأجانب (وزراء، دبلوماسيين، صحافيين) القادمين بحثاً عن أخبار: "بالطبع تلقينا صدمة، لكنها كانت صحية. ربما بالغنا في اعتزازنا، كنا شبه ساذجين. أردنا سيادة السلام على حدودنا لكي نستطيع تطوير بلدنا بهدوء؟ لقد أخطأنا. [...] لماذا هذا الاعتراف بشكل نقد ذاتي من رجل، من نظام، ربح كثيراً من الرهانات خلال عشر سنوات؟ جاءت الصدمة من الجنوب، من بعض أربانات [الأربن هو قياس طولي فرنسي/ المعرب] من أعماق الصحراء المسماة "اسبانية"، قطعة من الصحراء يطوف بها نحو 60 ألف بدوي، في أقل من شهرين، فقد .Tercio ويسهر عليها آلاف من جنود الفرقة الأجنبية تيرسو بومدين الثقة بجيرانه في المغرب، وبإخوانه العرب والأفارقة وأصدقائه من العالم الثالث وشركائه في البحر المتوسط. لقد تعرض للشتيمة، وتُخلي عنه، وتعرض للخيانة. تغير مفاجئ في المغرب. [...] الجزائر التي كانت تدعم تطبيق مبدأ حق الشعب الصحراوي في تقرير المصير وجدت نفسها وحيدة في الميدان". منظمة الوحدة الأفريقية على استعداد للاعتراف بجبهة البوليساريو "حركة تحرير". في الحال، أعلنت هذه الأخيرة قيام جمهورية عربية صحراوية ديمقراطية يرأسها محمد عبد العزيز البالغ من العمر آنذاك 31 عاماً. وأصبحت اللجنة التنفيذية أو (مجلس قيادة الثورة) الجهاز الأعلى في البلاد وتكون من تسعة أعضاء. وبسط سيطرته على 60 % من الصحراء الغربية، وأعلن أن لديه 10 آلاف جندي، منهم 3000 جندي يرابطون دوماً على الجبهة. وتحظى جبهة البوليساريو بدعم عسكري جزائري ، وتدعمها ليبيا مالياً. وغالباً ما قيل، في تلك الحقبة، إن اندلاع حرب مباشرة بين الجزائر والمغرب أمر ممكن. وفي نهاية الأمر، أدار الطرفان التوتر بمهارة. وفي الأول من شهر أيار/ مايو 1977، حصلت جبهة البوليساريو، التي ركزت جوهر مجهودها العسكري على موريتانيا، على صدى إعلامي قوي بقتلها فرنسيين وخطفها ستّة آخرين في الزويرات. وفي 25 تشرين الثاني/ نوفمبر، تدخلت قوة عسكرية فرنسية. وبلغ التوتر أقصاه. وأرسلت المغرب إلى الأرض حملة عسكرية تعدادها 12 ألف رجل. هاجم رجال البوليساريو المراكز التعدينية التي تؤمن صادرات الحديد، المصدر الرئيس لإيرادات موريتانيا. وفي 10 تموز، يوليو 1978، قام المقدم مصفى ولد سالك بانقلاب عسكري على مختار ولد داده، رئيس الدولة الموريتانية، ورشح نفسه لإخراج البلد من الحرب. وفي 12 تموز/ يوليو، أعلنت جبهة البوليساريو وقف إطلاق النار تجاه موريتانيا. وركزت هجماتها على المملكة الشريفية التي دفعت إلى بناء "جدار" حماية بالغ الطول. وأسهمت النفقات العسكرية الثقيلة في تدهور الوضع الاقتصادي والاجتماعي في المغرب. ولدى وفاة الرئيس بومدين في شهر كانون الأول/ ديسمبر 1978، لم يكن صراع الصحراء الغربية قد وجد حلاً. لقد استمر أمداً طويلا في تسميم العلاقات بين الجزائر والمغرب. فالرباط تتهم الجزائر بأطماع الهيمنة في المغرب.

## مجتمع وثقافة الجزائر (1962-1982)
كانت الجزائر لحظة استقلالها تعاني من نقص في الوسائل المادية والكوادر بآن معاً. ولكسب رهان الاستقلال الاقتصادي، توجب عليها إعداد رجال ونساء أكفاء. وفي خلال عشرين عاماً فقط، تغيرت اللوحة الثقافية والاجتماعية في الجزائر تغييراً عميقاً.

### أولاً - تحديات التعليم والتأهيل
في عام 1961، كانت نسبة الشباب الفرنسيين المقبولين في المدارس 100 %، وأقل من 15 % بالنسبة للأطفال الجزائريين. وعدد المسلمين المسجلين في صفوف المرحلة الابتدائية يكاد يبلغ 700 ألف تلميذ. ومنذ عام1970 ، سبق أن قاربوا مليوني تلميذ. وفي عام 1980، وصل عددهم إلى 5ر 4 ملايين تلميذ. وفي عام 1982، استقبلت المدارس الثانوية 250 ألف .(طالب، والجامعات 80 ألف طالباً (2800 طالب في عام 1963 وفي شهر تموز/ يوليو 1962، كان عدد المعلمين الجزائريين 1700 معلم فقط في التعليم الابتدائي. ومنذ الاستقلال، دعي ألف منهم لشغلِ يساعدهم في "moniteurs” الإدارات الجديدة. وجند عدة آلاف من المرشدين أعمالهم معاونون أجانب. ومع مرور السنين، جاء 11 ألف معلم لتقديم مساعدتهم. وفي عام 1982، تضاعف عدد المعلمين الجزائريين العاملين في
التعليم 27 مرة، ليرتفع عددهم من 700 معلم حتى 19000 ألف معلم خلال عشرين عام. شكلت المدرسة قسماً مدمجاً في ملامح الجزائر في المدن الكبرى، ومن الأوراس حتى واحات الجنوب الكبير. وأصبح «مشهد» الأطفال الذين يحملون الحقائب المدرسية على ظهورهم أو بالأيدي مألوفاً على طول الطرق في كل مكان.
1980، اتجه التباين بين عدد الصبية والبنات المقبولين - ما بين 1970 في المدارس إلى الانخفاض. فقد أصبحت نسبة البنات 40 % من أعداد التلاميذ المقبولين في المدارس الابتدائية والثانوية. واستقرت هذه النسبة في. الجامعات على 25 % اعتباراً من عام 1987 ومع ذلك، فإن ارتفاع نسبة الفتيات المقبولات يعبر عن التغييرات التي أنتجتها «الثورة المدرسية» لاسيما في العلاقات بين الجنسين. فالاختلاط على مقاعد المدرسة، شوش الامتثالية [نزعة التقيد بالأعراف المقررة/ المعرب]، والأحكام المسبقة. فقد أصبح عدد الشابات الجزائريات اللاتي تخلين عن الحايك (الحجاب التقليدي)، ولبسن البنطال، كبيراً في سوق العمل الماهر. وأخذ المرء يراهن بخاصة في التعليم، ونادراً ما يراهن قاضيات ومحاميات وطبيبات. لكن التحديث الناجم عن التحضر والتعليم، لم يطل جميع قطاعات المجتمع فيما يتعلق بالنساء (مواصلة الزواج المرتب، وثقل التقليد العائلي، وعدم الاختلاط المرئي في الفضاء العام).
بدأ العمل بمشروع «المدرسة الأساسية» منذ مطلع العام الدراسي 1980 . فقد أصبح على التلاميذ المقبولين منذ هذا التاريخ أن يتبعوا مرحلة التعليم الأساسي ومدتها 9 سنوات مقسمة إلى ثلاث حلقات مدمجة مدة كل 9 سنوات) - منها ثلاث سنوات. تُكرس الحلقة الأساسية (ما بين سن 6 للتدرب على طرائق نشطة للتعبير (قراءة، كتابة، حساب)، ومهمة حلقة التيقظ 12 سنة) تعزيز المكتسبات السابقة، وإدخال تعليم اللغة - (ما بين سن 10 الفرنسية بواقع 10 ساعات أسبوعياً، ومجموع كلي مقداره 5ر 27 ساعة. 16 سنة) وتعنى بالتوجيه وتتعلق - أخيراً، الحلقة النهائية (ما بين سن 13 بالفروع العلمية، والعلوم الاجتماعية، و«التعليم متعدد الفنون». وما بين 1981، بلغ عدد من تم تأهيلهم 33 ألف أستاذ للتعليم المتوسط، -1970 و500 مفتش. وأُنشئت بنى لوجستية أيضاً، مثل معهد التربية الوطني، الذي). طبع في عام 1982 وحده 21 مليون كتاب (وفي مستوى الجامعة، ُاتخذت التدابير التالية: إلغاء العام الجامعي
واستبداله بالنظام الفصلي ذي الأشهر الستة، وتشارك الكليات مع المعاهد، وتقصير مدة العطلة، وإنشاء وحدة القياس وإلغاء الفصل. يستمد هذا النظام
إلهامه من النموذج الأمريكي، في حين أن المدرسة الأساسية المقترحة، هي بالأحرى النافذة في البلدان الشرقية. في الحالتين، يجب القطيعة مع التقليد
المدرسي الموروث عن الوجود الاستعماري. لكن النتائج لم تكن مقنعة جداً. ففي كل عام يترك المدرسة ما يزيد عن 200 ألف تلميذ تتراوح) مدرسة، وجهة نظر وزير:("في شهر نيسان/ أبريل 1977، لأنني عينت وزيراً للتربية الوطنية في آخر حكومة لبومدين، وهذا رغم رفضي المتكرر، سرعان ما وجدت نفسي عرضة لهجمات وتعطيلات طغمة المحافظين المتطرفين، الذين، في المصاد الخاص للتعليم في جميع درجاته، حققوا، منذ عام 1962، الاتحاد المقدس بين أنقاض التطور المتغير لبعض العلماء المسنين الذين يسيطر عليهم حزب البعث. وبوصفي أستاذاً سابقاً في المدارس الثانوية، منذ عام 1950، ومستشاراً لرئاسة المجلس (ما بين 1971 - نهاية 1974) في مدينة الجزائر بخصوص المشكلات التعليمية والثقافية، فإنني أمتلك خبرة عملية بالمدرسة بشكل عام، وبالوضع المدرسي المأساوي بخاصة الذي كان الأطفال الجزائريون ضحاياه. وكشرط مسبق لقبولي الحقيبة الوزارية، حصلت من الرئيس بومدين على السماح لي بإعلام آباء التلاميذ والرأي العام بحالة التقصير الخطيرة للمدرسة الجزائرية وضرورة إعداد حصيلة صارمة لها ، وهما أمران يريد أنصار العروبة الأيديولوجية وشرعية العرباوية الثقافية (الذين لا يبالون بالضرورة النوعية للغة المدرسية) إخفائهما بأي ثمن عن أنصارهم المتعصبين والمستثارين. 13 سنة. وفي عام 1982، ارتفعت نسبة النجاح في - أعمارهم ما بين 6 الشهادة الثانوية حتى 25 %. وبقي اللجوء إلى العون الأجنبي مهماً جداً. ففي بداية عقد الثمانينيات، كان نحو ثلث المعلمين في المرحلة الابتدائية لا يزالون من المتعاونين الفرنسيين والروس والرومانيين والسوريين، ولاسيما من المصريين. وفي مستوى التعليم الثانوي، منحت الأولوية 1976، كان تلاميذ المرحلة الثانوية - للتعليم العام. ففي عام 1975 يتوزعون على النحو التالي: 4ر 93 % في التعليم العام و6ر 7% في التعليم الفني. 1981، منحت - وكان عدد خريجي الجامعة بسيطاً. ففي عام 1980 الجامعة ما يزيد قليلاً عن 7000 دبلومٍ فقط. وكانت مدة الدراسة طويلة جداً بشكل غير طبيعي. ولا يزال الاختلال قائماً بين الدراسات العامة % والدراسات العلمية الذي سبق ملاحظته بقوة في التعليم الثانوي (نحو 40
من الطلاب في الفروع الأدبية والاقتصاد والقانون). وإن ازداد عدد الطلاب زيادة مهمة بعد الاستقلال، فإن تأطيرهم وتأهيلهم التقاني لا يتلاءم مع التقانات المستوردة. وآل تأهيل الكوادر إلى منح الأولوية للوظائف الإدارية على حساب إتقان التقانات. فالدور المرسوم للكوادر يتطلب منهم دبلوماً كصك يتعذر رده للحصول على وظيفة أكثر مما يتطلب منهم معارف لا غنى عنها لإتقان التقانات مستقبلاً. إضافة إلى ذلك، وبرغم الجهود العظيمة المبذولة في مستوى التعليم،
فإن الجهاز التعليمي الجزائري اصطدم بمشكلتين: النمو السكاني، وقضايا تعريف الهوية من أجل جزأرة تدريجية للمدرسة.

### ثانياً - مشكلة النمو السكاني
إن الثورة الصحية، المتمثلة بالنشر الكثيف للمنتجات الكيماوية الواقية من العدوى والأوبئة، والأدوية الفعالة، وحملات التلقيح، عوامل أثارت انخفاض نسبة الوفيات في المغرب العربي الكبير. في حين أن متوسط العمر الذي لا يكاد يبلغ 30 سنة في عام 1920، أصبح يتراوح ما بين 66 سنة (تونس) و 61 سنة (المغرب) في عام 1980 . ولا يتوافق هذا الانخفاض في نسبة الوفيات مع انخفاض نسبة الولادات. فبدءاً من عقد السبعينيات، أصبحت نسبة النمو السكاني في الجزائر من أعلى النسب في المغرب العربي الكبير وبلدان العالم الثالث.
في عام 1974، لدى عقد المؤتمر العالمي للسكان، صنفت الجزائر مع)، وأُكِد على أن «أفضل مانع للحمل هو التنمية». الدول المناهضة للمالتوسية (
(1834 - مالتوسية: مذهب الاقتصادي البريطاني مالتوس 1766 Malthusianisme يقول: إن السكان يتزايدون بنسبة تفوق الموارد الغذائية، وأن النسل يجب أن يحدد أو يضبط. المعرب. ولما كانت سجينة الإيديولوجية العالم ثالثية الولادية، فقد قاربت الجزائر الرقم القياسي العالمي مع 1ر 8 طفل لكل امرأة في عام 1975 . وقدر المؤتمر آنفاً أن عدد سكان الجزائر المقيمين سيبلغ 666 ر 18 مليون في الأول من شهر تموز/ يوليو 1980، وأن نسبة من تقل أعمارهم عن 15 سنة في بنية السكان العمرية ستصل إلى 5ر 46 %، وفي عام 1980 شهدت الجزائر ولادة 19 ألف طفل جديد زيادة عما شهدته فرنسا التي يبلغ عدد سكانها ثلاثة أضعاف. سكان الجزائر 819000 مقابل 800000.
في عام 1983، تُرجم وعي هذه المشكلة بتبني برنامج وطني يرمي إلى التحكم بالنمو السكاني الذي جاء في وقت سبق أن حصل فيه انخفاض في الخصوبة: 1ر 6 طفل لكل امرأة في عام 1984 (أصبح المؤشر 8ر 4 في عام 1987). وفي 20 كانون الثاني/ يناير 1985، أطلقت الحكومة حملة كبيرة جديدة للحد من النسل.
ترافق هذا الانخفاض في الخصوبة مع انتشار تعليم الإناث، وزاد تأكداً مع مشاركة المرأة في الحياة الاقتصادية. لكن مع انخفاض الخصوبة هذا ألا تخاطر المرأة بالمعاناة من ضغط الحركات الإسلامية نظراً لما تحمله من مفهوم لمكانة المرأة في المجتمع؟ رغم دخول الجزائر، مثل بلدان المغرب العربي الكبير الأخرى، في مرحلة «الانتقال السكاني»، مرحلة انخفاض الخصوبة، فإن الأرقام تثير الدهشة: وصل عدد سكان الجزائر إلى 6ر 26 مليون نسمة في الأول من
كانون الثاني/ يناير 1993، مقابل 5ر 8 ملايين نسمة عشية حرب الاستقلال. ووفقاً لمكتب الإحصاء الوطني الجزائري بلغت الزيادة السكانية 640 ألف
نسمة في عام 1992، ما يساوي نسبة ولادات 3%. وتتوقع منحيات التطور. السكاني أن يزيد عددهم عن خمسين مليون في عام 2025.
- المؤشرات السكانية
- وحدة 1992 1980 1970
- عدد السكان مليون 26، 3 18، 7 13، 7
- كثافة نسمة/كم 11، 0 7، 9 5، 8 2
- نمو سنوي % 3، 0 أ 3، 1 ب 2، 7 ج
- مؤشر تركيبي للخصوبة 7، 4 أ 6، 8 ب 4، 9 ج
- نسبة وفيات أطفال بالألف 61 97، 6 139، 2 د
- متوسط العمر سنة 66 58، 0 52، 4 د
- سكان مدن % 52 43، 4 39، 5 ه

؛1995 - 1991 ؛ د 1990 - 1985 ؛ ج 1985 - 1973 ؛ ب 1975 - أ - 1965
. ه 1991
كان للوضع السكاني ثقله على إستراتيجية التنمية الاجتماعية في مستويات الاستخدام، والسكن والتعليم، والصحة. وكما أن السياسة السكانية مسؤولة أيضاً عن ضخامة الهجرة (كما هو الحال بالنسبة للسنوات 1975 وما يليها، فقد غادر نحو 170 ألف شخص الأرياف بشكل نهائي). فقد أثار التحضر السريع تطور السكن المؤقت على أطراف المدن الكبرى.

### ثالثاً - القضايا الاجتماعية
حصلت الزيادة الكبيرة في عدد سكان الحضر في سياق ضعف البنى التحتية الاجتماعية، وتدهور الأوضاع المعيشية: نمو سريع لنسبة شاغلي الوحدة السكنية، تدهور مساكن العمال، نمو تجمعات سكانية مؤقتة حقاً حول المدن الصناعية الكبرى (سيرورة «مدن الصفيح»).1978، أصبح العاملون أكثر عدداً من - للمرة الأولى، منذ 1977 سكان الأرياف (على الأقل إذا ما وثق المرء بالإحصائيات الرسمية للسكان الناشطين اقتصادياً، التي قليلاً ما تأخذ بالحسبان اليد العاملة النسوية والطفلية). وفي الواقع، شهد عقد السبعينات تطوراً مهماً في عدد وظائف العمال في القطاع الصناعي: ارتفعت حصة الصناعة والبناء والأشغال العامة
؛ في الاستخدام الكلي من 21 % في عام 1967 حتى 37 % في عام 1983 وإذا ما استبعد العمال الزراعيون وعمال الخدمات، ارتفع عدد العمال من 240 ألف في عام 1967 حتى 1ر مليون في عام 1983، ما يعني ارتفاع نسبة نمو السكان العاملين من 13 % في عام 1967 حتى 30 % في عام1983 . وفي أواخر عقد السبعينات، يبين توزيع العمال حسب الفرع الصناعي هيمنة صناعات النفط والغاز، وصناعة الحديد، والصناعة التعدينية، والميكانيك، في حين أن في نهاية الستينات، كانت الصناعات الغذائية والنسيجية، والبناء والأشغال العامة، والنقل تستخدم أكبر قسم من اليد العاملة. كما أثار التصنيع إعادة انتشار مكاني مهم للنشاطات في البلد (ولاسيما في الشرق الجزائري: عنابه، وفي الغرب: وهران- ارزيو). كتب سيد شيخي يقول: «إن الولايات الساحلية التي كانت تضم 56 % من الاستخدام الصناعي في القطاع العام في عام 1970، لم تعد تمثل أكثر من 29 % في عام1982». وقد أدى هذا التبعثر الأكبر للانغراسات الصناعية إلى تعديل بسيط في صورة بدايات التصنيع التي تعلقت جوهرياً بالمناطق الساحلية. في الوقت نفسه ظهرت تباينات مهمة بين عمال القطاع العام ونظرائهم1980 ، في حين أن القوة الشرائية - في القطاع الخاص. فما بين 1967 للعامل حققت تقدماً بسيطاً، فإن القوة الشرائية لأصحاب المنشآت الخاصة قد
ارتفعت بنسبة 56 %. وأدى هذا التطور إلى تعدد الإضرابات، بما في ذلك في المنشآت العامة حيث هي محظورة نظرياً. فحسب إحصائيات وزارة العمل، مثَّلَ عدد العمال «المعنيين مباشرة بالإضرابات» 1ر 9% من العاملين % في المنشآت العامة والخاصة في عام 9،1964 ر 6% في عام 13،1972 في عام 1977 سنة الإضراب المهم في مستوى النقل في مدينة الجزائر. رسمياً، ارتفع عدد حركات الإضراب من 521 إضراباً في عام 1977 و72940 مشاركاً في الإضراب حتى 768 إضراباً شارك فيها 117254 عاملاً. وفي عام 1969، طال الإضراب أقل من 3% من مجمل المنشآت العامة؛ و36 % في عام 1977 ؛ و 45 % في عام 1980، و 63 % في عام1982 . بالإضافة إلى الإضرابات، شهد سلوك العمال اليومي في العمل (إيقاع الاسترخاء، إهمال، غياب) على أن العلاقة الأجرية لم يتم «تطبيعها» بعد. ويجب أن يضاف إلى ذلك واقع أن التحضر أسهم في قطع الروابط التقليدية. وحالت الهجرة الريفية دون المماثلة بين العامل ومجتمعه الأصلي بأكمله. كما فرض التعليم نماذج ثقافية أخرى. وقدم الوصول إلى المواد الاستهلاكية إمكان تعديل - نمط الحياة... حصل ذلك كله بشكل سريع جداً في الجزائر ما بين 1975 - 1980. إن «عدم مقاومة» العالم التقليدي لهذه الحداثة السريعة الخطى للمجتمع بأكمله جعل مشكلات الهوية التي عرفتها الجزائر أكثر حدة. قضايا لغوية ،Algérianité رابعاً - الجزائروية تنوي الثورة الجزائرية إحياء عروبة الجزائر التي «سلبها الاستعمار». فمنذ الاستقلال تأكدت تدريجياً إرادة التعريب هذه في مجال التعليم. وفي عهد بومدين، تسارعت المحاولات، واتخذت معارك التعريب سمة أيديولوجية: يجب طي الصفحة الاستعمارية الفرنسية نهائياً. في عام 1972، أراد وزير الإعلام والثقافة أحمد طالب الإبراهيمي (ابن الشيخ بشير الإبراهيمي- الذي كان رئيساً لجمعية العلماء الجزائريين)- البرهنة على أن «فرنسا قتلت الثقافة الجزائرية بقطعها عن كل طاقة منعشة وبوضعها خارج التاريخ. يتعلق الأمر هنا في اغتيال فعلي». وفي عام 1972، وصف عبد المجيد مزيان النموذج الجديد الذي أرادته فرنسا لسلخ ثقافة الجزائريين. قادت هذه الخطة «إلى الاجتثاث التام: لم يعد هناك أي ملجأ، أي أمل أخير للنجاة، حتى الدين نفسه أُستعمر. وأنقذت الرواية الشفاهية للشعراء الرحل ما أمكن إنقاذه (استذكار الأمجاد السابقة، العصور الكلاسيكية لأبطال الإسلام، إضفاء المثالية على القيم التقليدية)». بالنسبة إليهم ولآخرين، اغتال النظام الاستعماري التاريخ الجزائري واغتصبه، ولم ير فيه إطلاقاً حاملاً لأية حداثة.
بالنسبة لأولئك الذين سلبت ثقافتهم، لم يكن العمل طويل النفس هو استعادة تراث الأجداد المفقود فحسب، بل أيضاً القطيعة الجذرية مع الإرث الموروث عن الوجود الفرنسي. فقد فرض نفسه مفهوم «لنضرب صفحاً عن الماضي». وطُبق بشكل خاص في مجال التعريب، في المعركة ضد أبدية اللغة الفرنسية. بالنسبة لعلي عمار، مسؤول جبهة التحرير الوطني آنذاك عن «قسم دراسات ومفاهيم»، «في جزائر عام 1974، غالباً ما يتكلم باللغة الموروثة عن الاستعمار أكثر بكثير مما كان يتكلم بها في الماضي. تقريباً بالفطرة، عندما يلتقي شخصان للمرة الأولى يبدأان حوارهما باللغة الفرنسية. مما يعني أن جزائري عام 1974 يتماثل عن طيب خاطر مع الثقافة المسيطرة (إذن مع الأيديولوجية) أكثر مما كان عليه الحال في الماضي». وبما أن ثنائية اللغة لم تكن تعد إلا مرحلة «ظرفية»، فقد رفضت الجزائر إذن المشاركة في الحركة الفرانكوفونية، وواجهتها باستخدام اللغة العربية. إن ما لا يمكن إنكاره أن الثقافة الفرنسية، على نقيض ما حدث في دول أخرى مشاطئة للبحر المتوسط مثل لبنان ومصر وتركيا، انغرست في بلدان المغرب بوساطة العنف الاستعماري، فليس أقل صحة أنها، وبخاصة في الجزائر، تجذرت بسرعة في الواقع المحلي، بل أصبحت أداة للنضال ضد الاستعمار الفرنسي. من جهة أخرى، إن التعريب عمل طويل الأمد وشاق. ولا تزال اللغة العربية الفصحى الكلاسيكية لغة «غريبة» بالنسبة لأغلبية الجزائريين. وبقيت ثنائية اللغة أمراً واقعاً، رغم ما حققته اللغة العربية من تقدم. فالصحف اليومية باللغة العربية، مثل الشعب أقل قراءة من الصحف المحررة باللغة الفرنسية مثل المجاهد (يومية) أو جزائر- أخبار الساعة (أسبوعية). واستمر هذا الاتجاه في بداية السبعينيات. زد على ذلك، ضاعفت دمقرطة التعليم، بشكل مناقض، عدد الفرانكوفونيين. وسلطت المواجهات بين أنصار التعريب الكامل، من جهة، وأنصار «الثقافات الشعبية» العربية والجزائرية والبربرية، من جهة أخرى، الضوء على مشكلات الهوية التي عرفها الجزائريون في السبعينيات. والواقع أن الصدام ليس لغوياً فحسب، بل ثقافي، وحتى سياسي بالفهم الواسع للكلمة. وسيلاحظ ذلك بخاصة لدى انفجار «الربيع البربري» في عام 1980 . في مستوى التطبيق، في عام 1982 أُنجزت عملية تعريب التعليم في مرحلة التعليم الأساسي وبعض قطاعات التعليم العالي (علوم اجتماعية بخاصة). وأدى التعريب إلى شدة المعارضات بين الصفوة المختارة الناطقة باللغة العربية وتلك الناطقة باللغة الفرنسية التي استمر النظام التعليمي، مع ذلك، بإعادة إنتاجها. (لا يزال الطب، والتقانة يدرسان باللغة الفرنسية). وفي المستوى الأيديولوجي، أتاح تعميم اللغة العربية الكلاسيكية بوساطة المعلمين العرب تصاعد تأثير التيارات العروبية، ولاسيما البعثية منها (ميول قومية ولدت في سورية والعراق)، الناشطة جداً، والقادمة من الشرق الأوسط (و بخاصة من مصر مع حركة «الاخوان المسلمين»). الإسلام، معارضات إسلامية أولى étatisation خامساً- دولنة تنضدت المعركة من أجل العروبية فوق المعركة من أجل الإسلاموية. وهيأت السلطات العليا لإرادة أسلمة المجتمع الجزائري بوساطة سلسلة من الإجراءات والمبادرات. فقد صدر بتاريخ 16 آب/ أغسطس 1976 قرار يقضي بجعل يوم الجمعة يوم الراحة الأسبوعية الإلزامية (الذي يعد يوماً مقدساً في الإسلام) بدلاً من يوم الأحد؛ وفي 12 آذار/ مارس، حظرت
الرهانات وبيع المشروبات الروحية على المسلمين. وقضى قرار صادر بتاريخ 27 شباط/ فبراير 1979، بحظر تربية الخنازير عليهم؛ وطلب قرار بتاريخ 9 شباط/ فبراير 1980 من وزير الشؤون الدينية «السهر على تطوير فهم الدين الإسلامي، في الوقت نفسه الذي تُشرح فيه مبادئ النظام الاشتراكي وتنشر». وبدءاً عام 1968، عقدت حلقات دراسة سرية بحضور شخصيات رسمية وممثلين إسلاميين وسياسيين. وحدد الدستور والميثاق الوطني ودستور جبهة التحرير الوطني مكانة
(الإسلام ودوره في المؤسسات. فالميثاق الوطني (27 حزيران/ يونيو 1976 نص على أن «الإسلام دين الدولة» (المادة 2)، وأضاف أن رئيس الجمهورية يجب أن يكون «مسلماً» (مادة 107)، و«يؤدي اليمين [...]، وعليه احترام الدين الإسلامي وتعظيمه» (مادة 110)، وأن «أي مشروع لمراجعة الدستور لا.(يمكنه أن يمس دين الدولة» (المادة 195 وأُممت جميع المدارس الخاصة، المدرسة الوحيدة هي مدرسة دينية [هكذا وردت الجملة في النص/المعرب]. وارتفع عدد المساجد من 2200 مسجد في عام 1966 حتى 5829 مسجداً في عام 1980 . وخلال الأعوام العشرين التي تلت الاستقلال أُستخدم الإسلام أداة لاحتواء تقدم محتمل للتيارات العلمانية والديمقراطية، وبخاصة سلاحاً لشرعنة السلطة. في كتابه الإسلام الراديكالي (1987)، بين برونو إيتيين الأمر الذي يجعل الإسلام الجزائري إسلاماً واحدياً (نظاماً فلسفياً يرى أنه لا يوجد سوى نوع واحد من الحقيقة في المستوى الديني). تُعبر هذه النسخة عن نفسها باحتكار الدولة للشؤون الدينية وقمع المعتقدات والممارسات المحكوم عليها بالانحراف عن المعايير الرسمية. لكن يبدو أن الدولة تتسامح بما دعاه هنري سانسون في كتابه العلمانية الإسلامية في الجزائر «تعدد مذهبي من الداخل»: الإسلام في الجزائر إسلام سني على المذهب المالكي، يتعايش مع الأحناف1). من جهة أخرى، رغم تمركز الحقل السياسي–) ibadites والإباضيين الديني، فإن ممارسات شعبية، مثل ممارسات شعائر الأولياء المحليين لا تزال تمارس بقوة وتترابط مع ممارسة الإسلام المنصب من قبل الدولة.خلال عقد السبعينيات، أخذت الحركة الإسلاموية الوليدة، والمكتفية بالسرية والاستبعاد، تعمل سراً على تطوير لغة رفض احتكار الدولة للإسلام.
هكذا نشر الشيخ عبد اللطيف سلطاني، القريب من العلماء التقليديين، عام1974 في المغرب، نقداً لاذعاً لاشتراكية القادة الجزائريين وخيار بومدين وعد،La Mazadaquisme est à l’origine du socialisme : الاشتراكي بعنوان بمثابة أول بيان للحركة الإسلامية في الجزائر. استنكر فيه انحلال الأخلاق و«المبادئ الهدامة المستوردة من الخارج». وقدمت جمعية القيم، المؤسسة في عام 1964 حول شخصية هاشمي تيجاني، قدمت نفسها أداة لإحياء القيم الإسلامية الأصيلة. ودعت إلى «العمل [...] في إطار حزب الله كنقيض لحزب الشيطان»، ونادت «بسياسة إسلامية مأخوذة عن الثورة الإلهية»، وتنوي تشكيل «دولة وحيدة ورئيس واحد، تقوم على المبادئ الإسلامية». وقد مهدت هذه الجمعية، المنحلة بقرار بتاريخ 16 آذار/ مارس 1970، السبيل أمام ظهور تيارات أخرى للإسلام الجزائري. وتطورت هذه التيارات باستخدام النزاع اللغوي في السبعينيات. فطلاب الفروع المعربة، الحانقين نتيجة عدم وجود فرص عمل وعدم كفاية تأهيلهم، أصغوا للمطالب التي تثمن الثقافة العربية الإسلامية.

## بناء الماضي من جديد وشرعنة السلطة
بعد انقلاب عام 1965، تركزت السلطات في يد رجل واحد. فقد كتب عالم الاجتماع عبد القادر بن جغلول يقول: «يجب أن نربط معاً في وقت واحد1) ينتشر مذهب الإباضية بين البربر في شمال افريقيا. (المعرب) بين البنيات الثلاث – دولة/ جيش/ جبهة تحرير وطني- حتى تصبح مثلثاً وظيفياً»، و«تأميمها» لكي يطوي النسيان «عدم شرعيتها الأصلية». لقد استولت بيروقراطية عسكرية على السلطة، وأطرت المجتمع بالاستبداد، بذريعة الحيلولة دون أي انفجار للإطار الوطني. لكن لا يوجد شيء أكثر خطورة لدى هذه السلطة المفروضة بالقوة من فقدان «الشرعية». إذن أصبحت جبهة التحرير الوطني مكان الشرعية الرمزية. اختار أيديولوجيو الحزب عمداً تاريخاً يختصر بصيغة موجزة «من الشعب وإلى الشعب» الذي قوامه، في الحقيقة، إقصاء جميع الفاعلين (قبل الحرب وفي أثنائها) من الحركة الوطنية الذين لم تحتفظ بهم قوانين النظام. بالنسبة للعسكريين الجزائريين الذين استولوا على السلطة في عام1965 ، يتعلق الأمر بإعادة صنع التاريخ الجزائري بحيث يطوي النسيان دور المقاومات الداخلية. وأن يطوي النسيان أيضاً بعض اللحظات التاريخية الحزبية من الحركة الوطنية الجزائرية بوساطة هذا التاريخ الخيالي الذي يلعب العسكريون فيه دوراً مركزياً. ومن الوظائف الأخرى، إن الاحتفاء (المحموم الذي بدأ يلغي تدخل الجماهير الفلاحية (آب/ أغسطس 1955 والحضرية (كانون الأول/ ديسمبر 1960)، ودور الهجرة، ومن ثم دور اتحاد جبهة التحرير الوطني في فرنسا، وأخيراً الاستفادة من العلاقات الدولية لكسب الحرب. ودخل «جيش الحدود» الذي كان يقوده بومدين بقوة في التاريخ الجزائري. وبدأت «كتابة التاريخ هذه» منذ شهر حزيران/ يونيو 1966، حين تقرر تنفيذ إجراء سيادي، وهو «إضفاء طابع وطني» بتعريب تعليم التاريخ. وفرض الرقابة على المكتبات ودور بيع الكتب بوساطة الاحتكار المطبق على
التجارة الخارجية. وفي عام 1974، بلغ النظام درجة الإتقان بتأسيس المركز القومي للدراسات التاريخية. وبعد مرور بضع سنوات، نُشر قرار في الجريدة
الرسمية يقضي بالحد من البحوث التي لا يسمح بها هذا المركز. عندئذ أصبحت قراءة مقالات معادية للباحثين الأجانب، المتهمين باستغلال تاريخ "الثورة الجزائرية لغايات تجارية" أمراً شائعاً في الصحافة الجزائرية الرسمية. فهل يعني ذلك تشجيع الباحثين الجزائريين على البحث العلمي؟ تتراوح الإجابات على هذا لسؤال بين نقيضين. فمن جهة، يجاب أنه لا يزال الوقت مبكراً جداً للقيام بدراسات موضوعية، مما أدى إلى استبعاد أعمال محمد وجبهة التحرير ؛Bourgois حربي ("أصول جبهة التحرير الوطني، 1975 وفرحات عباس (تشريح ؛(Jeune Afrique, الوطني: سراب وواقع، Stock، 1980 أو حتى المقدم عزالدين (سمونا فلاحين ؛(Garnier الحرب،1976 - 1980). وهذا ما جعل البروفسور محفود كاداش، مؤلف تاريخ الحركة الوطنية الجزائرية الضخم في عام 1980، يقول: "أياً كان التحليل الحزبي لهؤلاء المؤلفين، وأياً كانت المآخذ التي يمكن توجيهها حول منهج تحقيقهم، فإن كتاباتهم تشكل شهادات مهمة، وموضوعات نقد علمي، ستتيح التقدم في كتابة هذا التاريخ". من جهة أخرى، شُجع إنتاج روايات فيها إشارة ثورية تعكس صورة أسطورية لعالم مانوي حيث حددت الأدوار فيه بوضوح بين الأبطال، والخونة والمحررين والقامعين. انتقد سليمان شيخ، مؤلف كتاب الجزائر تحت هذا المفهوم "للكتابة" التاريخية: "الكلام ،(Economica/ OPU السلاح (1980 المحتوى أمداً طويلاً ينبح عن طيب خاطر بتحرره. هكذا غالباً ما يأخذ تاريخ النضال المسلح لهجة النشيد المنتصر، الذي يريد أن يكون تحيةً منصفة للشهداء، سيرة مع ظَّمة أكثر منه تاريخاً".1980، وبشكل مناقض على الإطلاق، لم يكن - في الحقبة 1965 تاريخ "الثورة الجزائرية" محتفى به ومخلداً لهذه الدرجة، لكن بأي تاريخ يتعلق الأمر؟ تاريخ منَقَّى، شعاره المركزي "بطل وحيد، هو الشعب". تاريخ يفتقد الشخصية، لأن أسماء أبطال التحرير قد اختفت من الكتب المدرسية ولوحات أسماء الشوارع. والأموات هم الوحيدون الذين يتمتعون بحق المواطنة. ومحيت آثار تصفية الحسابات السياسية المرعبة بين الجزائريين (التي ذهب ضحيتها آلاف الضحايا، ولاسيما بين المهاجرين). وحجب وجود التعددية السياسة التي كانت ناشطة إبان المسيرة الطويلة للحركة الوطنية الجزائرية قبل عام 1954 والراديكاليين المنادين بالاستقلال في حزب الشعب الجزائري الذي كان يتزعمه مصالي الحاج، الذين يعارضون "الإصلاحيين"
المتحلقين حول فرحات عباس أو رجال الدين من العلماء... على النقيض، يكتب التاريخ في الوقت الحاضر بنمط أحادي، وتُرفض كل مقاربة تعددية.
في ظل هذه الأوضاع ليس من المدهش أن الشباب الجزائري يتصارع مع «فجوات في الذاكرة» ويجد نفسه غير مسيس. سادت لغة خشبية ثقيلة، ولاسيما في وسائل الإعلام الرسمية. ففي ما يتعلق بالموضوع الخاص جداً وهو الكتابة التاريخية، يجد المرء من جديد عبارات الحوار التي سادت في بداية عهد شاذلي بن جديد. ففي العدد الأول من مجلة الثقافة لعام 1984، دافع ناصر الدين سعيدوني «عن مفهوم جديد لتاريخنا الجزائري». وهو يفكر ب «امتلاك الماضي من جديد» بالتخلص «من جميع المفاهيم المناقضة لأصالة الأمة الجزائرية، والتي تشكل عقبة أمام تطور المجتمع في بوتقته الإسلامية والعربية، والتي لا تتوافق مع الأسس التي تقوم عليها الدولة الجزائرية الحديثة». فمحو مئة وثلاثين عاماً من الوجود الفرنسي، والعودة إلى الصفاء الأسطوري لدولة عربية وإسلامية يحصل عن طريق خلق «دولة جزائرية ذات سيادة»، قد دمرتها جنود شارل العاشر في عام 1830 . وبعثت من جديد في عام 1962 . بهذا الشكل، حولت الكتابة
التاريخية الرسمية الحقبة الاستعمارية الفرنسية إلى ثورة مستمرة ودائمة، وأسقطت البعد الإرادوي الحديث للحركة الوطنية الجزائرية في حقبة السنوات
السابقة على الثورة المسلحة ضد فرنسا في الأول من تشرين الثاني/ نوفمبر 1954. 

## سابعاً - نشر، أدب، سينما
أُسست الشركة الوطنية للطباعة والتوزيع (سنيد) في عام 1967 وتغطي تمويلات الدولة المهمة (5ر ملياري دينار في عام 1981) النفقات الأخرى غير تلك المتعلقة بالطباعة والتوزيع، مما سمح بتسويق كتب بأسعار30 ديناراً وسطياً للكتاب (1 دينار = 20 ر 1 فرنك - تتراوح ما بين 20 فرنسي في عام 1981). وبذلت الدولة الجهد المالي نفسه بالنسبة للكتب المستوردة، لخفض سعر المبيع في دور بيع الكتب بنسبة 25 % للكتب العلمية والتقانية، التي تمثل، مع الكتب المألوفة ثلثي الطلبات من البلدان الأجنبية. وفي عام 1976، هدف تأسيس هيئة النشر الجامعي، تحت وصاية وزير التعليم العالي والبحث إلى تكميل نشاط السنيد. حاولت هذه الهيئة تزويد جامعة في أوج تطورها بالكتب الوجيزة، والمحاضرات والكتب الأساسية، وفي الوقت نفسه تأمين نشر بعض أعمال البحث.
وفي عام 1975، شُيد مجمع صناعي ضخم للنشر والزنكوغراف في ريغايا بالقرب من مدينة الجزائر. دخل في الخدمة في عام 1978، ويستطيع، نظرياً، إنتاج حتى 12 مليون مجّلد سنوياً. ورغم بناء هذا الصرح للطباعة والنشر، فإن معظم الكتّاب الجزائريين، ولاسيما الناطقين باللغة الفرنسية، ينشرون كتبهم في الخارج، وبخاصة في 1963 تتعلق - فرنسا. فمن أصل 1800 كتاب نشروا فيما بين 1962 موضوعاتها بالجزائر، بلغت حصة الشركة الوطنية للطباعة والنشر والتوزيع منها 555 كتاب فقط (منها 287 كتاب باللغة العربية، و268 كتاب باللغة الفرنسية). وتفسر الرقابة والمحظورات من كل الأنواع «هروب» المؤلفين إلى حد كبير. يجب أن يضاف إلى ذلك آثار ثقل البيروقراطية. إذ تنتظر المخطوطات عدة سنوات في درج ما أحياناً، حتى دون أن يخبر المؤلف بمصيرها. وهناك غياب شبه كامل للحياة الأدبية. فقد عد اتحاد الكتّاب الجزائريين، المؤسس في عام 1963، منظمة «مهنية» ووضع نتيجة ذلك تحت رعاية الحزب الوحيد. ولا ينتمي إليه القصاصان مولود معمري وكاتب ياسين. وإبان عقد السبعينات، اختفت المجلات مثل «نوفمبر» (مع مراد بوربون) وبروميس (أطلقها مالك حداد)، وشاشتان (مع عبود ب) ودفاتر جزائرية للأدب المقارن (مع جمال الدين بن شيخ). ومع ذلك، في فترة ما بعد استقلال الجزائر مثل عدد من كتّاب النهضة، الحيوية النضالية لأدب لم ينجز بعد تقدير تأثيره الخلاق وإكبار أصالة الهندسة الداخلية فيه. فإلى جانب كُتَّاب «قدامى» مثل كاتب ياسين (المضلع المر صع بالنجوم، 1966)، ومحمد ديب (التلسمان، 1966)، ومولود معمري (الأفيون والعصا، 1965)، اتخذ مكاناً لهم،(كل من آسيا جبر (القُبرات الساذجة، 1967)، ومراد بوربون (المؤذن، 1968،(ورشيد بوحيدرا (الطلاق، 1969) ونبيل فارس (يحيا تعيس الحظ، 1970 ورشيد ميموني (النهر المحول، 1982). وإن كان لكل كاتب أسلوبه الخاص به، وطموحاته الخاصة، فإن المرء يجد لديهم أفكاراً مشتركة عندما يتعلق الأمر باستنكار الأنظمة المناهضة للديمقراطية، والمرامي الاستعمارية، من دق العنق حتى العنصرية في فرنسا، أو بكل بساطة الدفاع بريشتهم عن هويتهم الثقافية. ويندرج في المشهد نفسه كبار الكتًاب الناطقين بالعربية عبد الحميد بن حادوقة (التعرية) أو طاهر وطّار (عرس بغل)، والشاعر جاك سيناك الذي اغتاله التعصب الديني في 4 أيلول/ سبتمبر 1973 في مدينة الجزائر. بدأ الاهتمام بالسينما سلاح معركة وشاهداً على العصر منذ تأسيس الحكومة الجزائرية المؤقتة في عام 1958، وأتاحت تشكيل نواة من الفنانين
إبان حرب الاستقلال. وحصلت الهيئة القومية للتجارة والصناعة السينمائية، المؤسسة في عام 1967، على احتكار الإنتاج والتوزيع في الجزائر. ويبين التقليدي لتاريخ السينما الجزائرية الشابة مرورها ما périodisation التحقيب 1982 بثلاث مراحل. المرحلة الأولى هي مرحلة النضال من - بين 1962 أجل الاستقلال وتمتد حتى عام 1971، والتي بلغت أوجها في عام 1966 مع التكريسات العالمية لفيلمي معركة الجزائر (فوز جليو بونتيكورفو بجائزة الأسد الذهبي في البندقية) ورياح الأوراس (فوز محمد الأخضر حامينا بجائزة العمل الأول في كان). ويجب أن يضاف إليها أفلام أخرى عن الحرب مثل فيلم كانون الأول/ ديسمبر (م. الأخضر حامينا، 1971)، أو مهمة دورية في الشرق (عمار العسكري، 1971). أما المرحلة الثانية، فهي مرحلة الثورة الزراعية منذ 1972، مع ثلاثة أفلام هادية: (الفحام) لمحمد بوعماري، و (الحبل) للهاشمي شريف، و (نوا) لعبد العزيز طولبي. وعالجت المرحلة الثالثة الحياة اليومية في زمن ما بعد الميثاق الوطني لعام 1976 . وتشتهر هذه المرحلة بأفلام مثل (عمر قتلاتو) لمرزاق الواش، 1976) أو نوبة نساء جبل شينوا لآسيا جبر. في هذا الفيلم من عام 1977) جرت زيارة حرب التحرير من جديد من خلال ذاكرة مجموعة من النساء اللاتي تتداخل ذكرياتهن كمحاربات مع حاضر مجمد غالباً. إن هذا التصنيف البياني جداً، القائم على فكرة واحدة في كل مرحلة، لا يأخذ بالحسبان تعقيد العلاقة التي تربط السينمائي بمجتمعه. فالعديد من الأفلام لا يدخل بالضرورة في هذا التقسيم الزمني والفكري التعسفي . فبعد خمس سنوات على نهاية حرب الاستقلال، استولى الضحك على فكرة حرب الاستقلال مع فيلم حسن تيرو (م. الأخضر حامينا، 1958)، وأخرج توفيق فارس الذاكرة الشعبية في فيلم الخارجون عن القانون (1969) الذي يفتخر بالأعمال الخيرية للصوص صيانة الشرف؛ وأخرج محمد زينيت فيلماً.(مدهشاً، خارجاً عن الحرب، تحية يا ديدو حول مدينة الجزائر (1971 ومنحت جائزة السعفة الذهبية لمهرجان كان لفيلم سجل سنوات الجمر لمحمد الأخضر حامينا، وبين عكاشه توتيا في فيلم التضحيات، في عام 1982، أن العدو في حرب التحرير لم يكن شرطياً فرنسياً، وإنما قد يكون «أخاً»...
في مستوى الأدب، حاولت حرية التعبير الظهور دوماً على الشاشات، في الشارع، وفي بعض الصحف. فالجزائريون، عطشى ثقافة وشغوفون بحوار الأفكار، يشعرون بالحاجة للتجديد. لاسيما أن لدى وفاة بومدين في 27 أيلول/ سبتمبر 1978، كان نحو 60 % من أبناء الشعب لم يعرفوا الاستعمار. فلا «الباهية» (الشباب المستبعدين من النظام التعليمي وبلا عمل)،

## مؤشرات ثقافية
- وحدة 1990 1980 1970
- أمية % 55، 3 75 أ 42، 6 ب
- عدد الأطباء لكل ألف نسمة 0، 51 0، 36 0، 13 ج
- 17 سنة % 62، 7 47، 7 30، 8 ب - تعليم 12
- تعليم حلقة ثالثة % 11، 8 6، 2 1، 9 ب
- جهاز تلفزيون % 74 52 29، 1 ب
- كتب منشورة عنوان 289 د 718 275 ه

. أ- 1982 ؛ ب- 1990 ؛ ج- 1987 ؛ د 1968 ؛ ه- 1984
ولا «التشي تشي» (شباب الأحياء الجميلة المذهبة) ولا «الحتيين» («حملة الجدران» تسمية للشباب العاطلين عن العمل المستندين إلى الجدران) لم يجدوا
أنفسهم في الأيديولوجية الشعبوية التي ينشرها النظام، وتنشطهم بواعث متناقضة (تعمق في حداثة ثقافية واستعادة الجذور، تأمين عمل مستقر أو القدرة على مغادرة الجزائر). وتأكدت الشبيبة الجزائرية إبان الثمانينيات/ التسعينيات، قوة اجتماعية وسياسية قابلة للانفجار. وفي مستوى الموسيقى ظهر أفضل تعبير - للشباب - في طرح الثقافة الرسمية للنقاش . فقد عبر تجديد الأغنية القبلية عن نفسه مع آية منغاليت، وايدير وجمال علام، معارضي النظام، وأيضاً من خلال الراي ، الذي ولد في سيدي بلعباس، ويستخدم اللغة العربية الدارجة للتعبير عن سوء معيشة الشبيبة الحضرية وحنقها. وقد أصبح مطربون مثل الشاب خالد أو الشاب مامي «نجوماً» يمثلون الموسيقى الجزائرية في الخارج.

## جمود النظام 1988 - 1979
في الثمانينيات/التسعينيات، تطورت سيرورات كبرى في بلدان المغرب، وأصبح لها صدى في تيار سياسي كان خافتاً، في السنوات السابقة.Islamisme على الأقل، على مسرح الأحداث: الإسلاموية يقع المغرب العربي الكبير على الشاطئ المقابل لأوروبا. وقد عقدت روابط معقدة بينهما، غالباً صراعية ناجمة عن التاريخ الاستعماري. كما أن- إرادة إغلاق الحدود التي عبرت عنها بلدان أوروبا الغربية بدءاً من 1974، 1975، وصرحت فرنسا بذلك بشكل أكثر وضوحاً مؤخراً في عام 1986 وفرض تأشيرة الدخول التي تحظر بحكم الأمر الواقع الانتقال الكثيف بين بلدان المغرب العربي وفرنسا، أمور عززت الانطواء على الذات في هذه البلدان («تنغلق أوروبا، كونوا نحن أنفسنا»). وقابل تصاعد الروح الوطنية في أوروبا أزمة عميقة في الدول- الأمم المغاربية. لقد بنيت هذه الدول- الأمم وفقاً لنماذج مستوردة، وبشكل جوهري وفقاً) والمركزي. ولو أن الدعاية والخطابات للنموذج الفرنسي، اليعقوبي (والأيديولوجية الرسمية تنكر هذه الاستعارة، فإن هذا النموذج هو الذي جاء ليغلف الأوضاع التاريخية في الجزائر، وتونس، والمغرب. تُطرح هذه الحالة الیعقوبیة نظریة دیمقراطیة نادى بھا الیعقوبیون خلال الثورة – Le Jacobinisme الفرنسیة، وھي مذھب دیمقراطي متطور. ثلاثة أسئلة على هذه البلدان: هل يجب بناء دولة - أمة حديثة وفقاً لنموذج مستورد موجود الآن؟ هل تعلن انتسابها للعروبة، وللقومية العربية؟ أو هل يجب الانتساب إلى الأمة الإسلامية؟ تبرهن هذه الأسئلة التي تسري في المجتمعات المغاربية على أن الدولة لم تعد تحتكر العاطفة الوطنية. فقد ظهر في ازدواجية المفهوم القومي ثلم وانكسارات، يستطيع الإسلاميون أن يدلفوا منها. فهم يسعون إلى كسب التطلعات القومية بهدف الاعتراض على الدولة، بل تحديها. وفي عقد الثمانينيات، واجهت المجتمعات المغاربية أيضاً أكبر تأكيد لاستقلال الفرد مترجماً مثلاً بأكبر حمى لاستهلاك الصور، وإرادة عارمة للتنقل، وأطياف ومطالبات باستقلال الصحافة، وممارسة الحقوق، وإرادة إبداع أكثر ظهوراً. وهكذا يحمل هذا التطور على استقراء أزمة النموذج العائلي، النموذج التشاركي، المركزي في هذه المجتمعات. وبما لا يدع مجالاً للشك حصل تغيير مع إرادة الانتقال من شخص يخضع دائماً لمطالب عائلية ودينية وتقليدية إلى شخص مشرع للقانون، القانون الإنساني. في الجزائر، تُقدم الإسلاموية نفسها على أنها استجابة لهذا الاضطراب العميق جداً. لاسيما أن النظام السياسي للحزب الوحيد يجمد تطور المجتمع.
توفي هواري بومدين في 27 كانون الأول/ ديسمبر 1978، نتيجة المرض، عن عمر يناهز قليلاً 50 سنة. وبرهنت عواطف الجمهور في المأتم على أنه كان يتمتع بشعبية كبيرة. وبناء على توجيه من الجيش، سمت جبهة التحرير الوطني، الحزب الوحيد، شاذلي بن جديد خلفاً لبومدين، بوصفه "أقدم ضابط في أعلى رتبة في الجيش". فهل سيكون مجرد رئيس انتقالي"؟ وانتخب رئيساً للجمهورية الجزائرية في 7 شباط/ فبراير 1979، ومع ذلك حصل على فترتين رئاسيتين أخريين، وبقي في السلطة حتى شهر كانون.

## روابط خارجية
- . على يوتيوب.[1]